# Holstein Kiel in het seizoen 2024/25
Het seizoen 2024/25 was het eerste seizoen waarin Holstein Kiel, opgericht in 1900, uitkwam in de Bundesliga, het hoogste niveau in het Duitse voetbal. De club eindigde op de 17e plaats, wat directe degradatie naar de 2. Bundesliga betekende. In de DFB-Pokal werd Holstein Kiel in tweede ronde uitgeschakeld na een 3–0 nederlaag op bezoek bij 1. FC Köln, dat uitkwam in de 2. Bundesliga. Shuto Machino was met elf competitiedoelpunten en één treffer in het bekertoernooi de topscorer van het seizoen.

## Selectie

### Spelers
| Nr.           | Naam                   | Nationaliteit         | Contract | Vorige club            |
| ------------- | ---------------------- | --------------------- | -------- | ---------------------- |
| Doelmannen    |                        |                       |          |                        |
| 1             | Timon Weiner           | Duitsland             | 2027     | Schalke 04             |
| 21            | Thomas Dähne           | Duitsland             | 2026     | Wisła Płock            |
| 31            | Marcel Engelhardt      | Duitsland             | Onbekend | FSV Zwickau            |
| Verdedigers   |                        |                       |          |                        |
| 3             | Marco Komenda          | Duitsland             | 2026     | SV Meppen              |
| 5             | Carl Johansson         | Zweden                | 2029     | IFK Göteborg           |
| 13            | Ivan Nekić             | Kroatië               | Onbekend | NK Varaždin            |
| 14            | Max Geschwill          | Duitsland             | Onbekend | SV Sandhausen          |
| 17            | Timo Becker            | Duitsland             | 2025     | Schalke 04             |
| 23            | Lasse Rosenboom        | Duitsland             | Onbekend | Werder Bremen          |
| 26            | David Zec              | Slovenië              | 2029     | NK Celje               |
| 33            | Dominik Javorček       | Slowakije             | 2025     | MSK Zilina             |
| 34            | Colin Kleine-Bekel     | Duitsland             | 2025     | Holstein Kiel II       |
| 47            | John Tolkin            | Verenigde Staten      | Onbekend | Red Bull New York      |
| --            | Tymoteusz Puchacz      | Polen                 | Onbekend | 1. FC Union Berlin     |
| Middenvelders |                        |                       |          |                        |
| 4             | Patrick Erras          | Duitsland             | 2026     | Werder Bremen          |
| 6             | Marko Ivezić           | Servië                | 2027     | Voždovac               |
| 8             | Finn Porath            | Duitsland             | 2026     | Hamburger SV           |
| 10            | Lewis Holtby           | Duitsland             | 2025     | Blackburn Rovers       |
| 15            | Marvin Schulz          | Duitsland             | 2025     | FC Luzern              |
| 22            | Nicolai Remberg        | Duitsland             | 2028     | Preußen Münster        |
| 24            | Magnus Knudsen         | Denemarken            | Onbekend | FK Rostov              |
| 28            | Aurel Wagbe            | Duitsland             | 2026     | Vfl Wolfsburg -19      |
| 37            | Armin Gigović          | Bosnië en Herzegovina | Onbekend | FK Rostov              |
| Aanvallers    |                        |                       |          |                        |
| 7             | Steven Skrzybski       | Duitsland             | 2026     | Schalke 04             |
| 9             | Benedikt Pichler       | Oostenrijk            | 2027     | Austria Wien           |
| 11            | Alexander Bernhardsson | Zweden                | 2027     | IF Elfsborg            |
| 13            | Shuto Machino          | Japan                 | 2027     | Shonan Bellmare        |
| 16            | Andu Kelati            | Duitsland             | 2028     | TSG 1899 Hoffenheim II |
| 19            | Phil Harres            | Duitsland             | Onbekend | FC Homburg             |
| 20            | Fiete Arp              | Duitsland             | 2026     | FC Bayern München II   |

| # | Reden                                           |
| - | ----------------------------------------------- |
|   | Speelde op huurbasis bij de club                |
|   | Onderdeel van selectie geweest, daarna verhuurd |
|   | Onderdeel van selectie geweest, daarna verkocht |

### Technische Staf
| Naam           | Nationaliteit | Functie           | Contract | Vorige club         |
| -------------- | ------------- | ----------------- | -------- | ------------------- |
| Marcel Rapp    | Duitsland     | Hoofdtrainer      | 2026     | TSG 1899 Hoffenheim |
| Dirk Bremser   | Duitsland     | Assistent-trainer | 2026     | Hamburger SV        |
| Alexander Hahn | Kroatië       | Assistent-trainer | 2026     | Greuther Fürth      |
| Patrik Borger  | Duitsland     | Keeperstrainer    | 2026     | Holstein Kiel II    |
| Niklas Jakusch | Duitsland     | Keeperstrainer    | 2025     | Eckernförder SV     |

## Transfers
Gedurende het gehele seizoen vonden er 20 wisselingen in de selectie van het eerste elftal plaats. Hiervan vonden er 16 tijdens de zomerse transferwindow plaat. De selectie werd uitgebreid met zeven nieuwe spelers waarvan er een werd gehuurd. Uitgaand vonden er negen transfers plaats, waarbij er zes spelers daadwerkelijk werden verkocht hetzij transfervrij vertrokken. Twee spelers werden gedurende het seizoen door Holstein Kiel verhuurd, terwijl én huurling na afloop van het seizoen 2023/24 terugkeerde naar zijn oorspronkelijke werkgever. De winterse transferperiode bracht vier wijzigingen in de selectie van Holstein Kiel met zich mee. Drie spelers werden aan de selectie toegevoegd, waaronder een die voor een nieuw inkomend transferrecord zorgde. Daarnaast werd één speler voor de tweede seizoenshelft verhuurd.

### Zomer
In de zomerse transferwindow versterkte Holstein Kiel haar selectie met zeven nieuwe spelers. De club reageerde snel op de zware aderlating van aanvoerder Philipp Sander, die na het behalen van het kampioenschap aankondigde na zeven jaar de overstap te maken naar Borussia Mönchengladbach. Als vervangers werden de Noor Magnus Knudsen en de Bosnische Zweed Armin Gigović aangetrokken, beiden afkomstig van de Russische club FK Rostov. Daarnaast werd de Poolse international Tymoteusz Puchacz toegevoegd om de verdediging te versterken. Vanuit de lagere divisies werden Max Geschwill en Phil Harres overgenomen. Ba-Muaka Simakala en Kwasi Wriedt keerden na een verhuurperiode terug, maar werden direct verkocht na hun terugkomst. In totaal verlieten negen spelers de Noord-Duitse club, waaronder de gehuurde Tom Rothe, die terugkeerde naar Borussia Dortmund. Om voldoende speelminuten te garanderen, werden jeugdspelers Jonas Sterner en Niklas Niehoff voor een seizoen verhuurd aan respectievelijk Dynamo Dresden en VfL Osnabrück.. Drie andere spelers, Joshua Mees, Mikkel Kirkeskov en Hólmbert Friðjónsson, maakten de overstap naar Preußen Münster.

#### Aangetrokken
| Nat.                           | Naam              | Van                    | Transfersom   |
| ------------------------------ | ----------------- | ---------------------- | ------------- |
| Vlag van Bosnië en Herzegovina | Armin Gigović     | FK Rostov              | € 1.8 miljoen |
| Vlag van Noorwegen             | Magnus Knudsen    | FK Rostov              | € 1,0 miljoen |
| Vlag van Duitsland             | Max Geschwill     | SV Sandhausen          | € 200.000,--  |
| Vlag van Duitsland             | Phil Harres       | FC Homburg             | € 200.000,--  |
| Vlag van Polen                 | Tymoteusz Puchacz | 1. FC Union Berlin     | Onbekend      |
| Vlag van Duitsland             | Andu Kelati       | TSG 1899 Hoffenheim II | Transfervrij  |
| Vlag van Slowakije             | Dominik Javorček  | MSK Zilina             | Huur          |

#### Vertrokken
| Nat.               | Naam                 | Naar                     | Transfersom   |
| ------------------ | -------------------- | ------------------------ | ------------- |
| Vlag van Duitsland | Jonas Sterner        | Dynamo Dresden           | Verhuurd      |
| Vlag van Duitsland | Niklas Niehoff       | VfL Osnabrück            | Verhuurd      |
| Vlag van Duitsland | Philipp Sander       | Borussia Mönchengladbach | € 1,0 miljoen |
| Vlag van Duitsland | Joshua Mees          | Preußen Münster          | Transfervrij  |
| Vlag van Duitsland | Mikkel Kirkeskov     | Preußen Münster          | Transfervrij  |
| Vlag van Duitsland | Ba-Muaka Simakala    | VfL Osnabrück            | Transfervrij  |
| Vlag van IJsland   | Hólmbert Friðjónsson | SC Preußen Münster       | Transfervrij  |
| Vlag van Ghana     | Kwasi Wriedt         | Manisa FK                | Onbekend      |
| Vlag van Duitsland | Tom Rothe            | Borussia Dortmund        | Einde verhuur |

### Winter
Ondanks tegenvallende resultaten in de eerste seizoenshelft bleef Holstein Kiel relatief terughoudend tijdens de winterse transferperiode. Met 38 tegendoelpunten was de club in de eerste competitiehelft de meest gepasseerde ploeg in de Bundesliga. Ter versterking van de defensie werden twee centrale verdedigers aangetrokken. Nog voor de jaarwisseling werd de Sloveen David Zec vastgelegd, waarna in januari de Kroaat Ivan Nekić  volgde. Daarnaast versterkte de club zich met de Amerikaanse international John Tolkin, die voor een recordbedrag van € 2,5 miljoen werd overgenomen als linkervleugelverdediger. Zomeraanwinst Tymoteusz Puchacz werd in januari verhuurd aan het Engelse Plymouth Argyle, uitkomend in de Championship, om meer speelminuten te kunnen maken.

#### Aangetrokken
| Nat.                      | Naam        | Van               | Bijzonderheden |
| ------------------------- | ----------- | ----------------- | -------------- |
| Vlag van Slovenië         | David Zec   | NK Celje          |                |
| Vlag van Verenigde Staten | John Tolkin | Red Bull New York | € 2,5 miljoen  |
| Vlag van Kroatië          | Ivan Nekić  | NK Varaždin       |                |

#### Vertrokken
| Nat.           | Naam              | Naar            | Bijzonderheden |
| -------------- | ----------------- | --------------- | -------------- |
| Vlag van Polen | Tymoteusz Puchacz | Plymouth Argyle | Verhuurd       |

## Bijzonderheden
- In juli overleed voormalig eerste elftalspeler en oud-aanvoerder Dieter Wendland, die in totaal 273 wedstrijden voor Holstein Kiel speelde en daarin 39 doelpunten maakte.[19]
- In augustus maakte trainer Marcel Rapp bekend dat Lewis Holtby werd aangewezen als nieuwe aanvoerder, als opvolger van Philipp Sander, die naar Borussia Mönchengladbach vertrok. Timo Becker en Carl Johansson werden benoemd tot reserveaanvoerders.[20]
- In oktober werd het contract van Marcel Engelhardt met onbekende looptijd verlengd;[21]
- Voorafgaand aan de wedstrijd tegen RB Leipzig in december toonde de harde kern van Holstein Kiel spandoeken met beledigende teksten en afbeeldingen, gericht op onder anderen Jürgen Klopp, Martin Kind en Dietmar Hopp. De actie werd door de clubleiding scherp veroordeeld.[22]
- Kort na de aankondiging van zijn transfer in januari kwam winteraanwinst John Tolkin onder vuur te liggen vanwege oudere berichten op sociale media, waarin hij zich uitliet over genderidentiteit, de coronapandemie en complottheorieën. Holstein Kiel liet in een officiële verklaring weten met de speler in gesprek te zijn gegaan, waarbij Tolkin aangaf dat de berichten niet zo bedoeld waren.[23]
- Steven Skrzybski speelde op 24 januari zijn honderdste officiële wedstrijd voor Holstein Kiel;[24]  Een maand later, op 22 februari, bereikte ook Lewis Holtby deze mijlpaal;[25]
- In februari 2025 verlengde Holstein Kiel het contract van middenvelder Nicolai Remberg vroegtijdig tot medio 2028.[26] Een maand later volgde een contractverlenging van onbekende duur met Lasse Rosenboom.[27]
- Op 29 maart creëerde Marcel Rapp een unicum in de Bundesliga  door, tijdens de met 0-3 verloren thuiswedstrijd tegenWerder Bremen, al voor de rust drie keer te wisselen.[28]
- Ondanks de tegenvallende resultaten en de 18e plaats op de ranglijst werd in april het contract van hoofdcoach Marcel Rapp verlengd tot 2028. Ook de contracten van zijn assistenten, Dirk Bremser en Alexander Hahn, werden met dezelfde looptijd verlengd.[29]
- Eind april werd algemeen directeur Carsten Wehlmann ontheven van zijn taken en per direct opgevolgd door Olaf Rebbe.[30]
- In de wedstrijd tegen Borussia Mönchengladbach op 26 april 2025 speelde Holstein Kiel in historische witte shirts, ter gelegenheid van hun 125-jarig jubileum. Deze kleur verwijst naar de oprichting van de club op 7 oktober 1900.[31]

## Samenvatting seizoen

### Voorbereiding
Holstein Kiel kende een moeizame voorbereiding, waarin slechts een van de zes wedstrijden werd gewonnen. De eerste training vond plaats op 1 juli, voor 700 toeschouwers. Een paar dagen later volgden de eerste oefenwedstrijden, waarbij de club de Deense clubs BK 93 Kopenhagen (4-1, winst) en SønderjyskE (0-0, gelijk) ontmoette. Het eerste deel van de voorbereiding werd afgesloten met een nederlaag (1-0) tegen 1. 1. FC Kaiserslautern  uit de 2. Bundesliga. Op 27 juli vertrok de ploeg voor een trainingskamp naar het Oostenrijkse Seefeld in Tirol. Daar werden er oefenwedstrijden gespeeld tegen Borussia Mönchengladbach (0-1, verlies) en 1. FSV Mainz 05 (0-2, verlies), beide clubs eveneens uitkomend in de Bundesliga. Na terugkomst in Duitsland werd de voorbereiding afgesloten met een nederlaag (2-3) tegen AS Saint-Étienne.

### Eerste seizoenshelft
Holstein Kiel kende een moeizame start in hun debuutseizoen in de Bundesliga. De openingswedstrijd tegen TSG 1899 Hoffenheim ging met 3–2 verloren, mede door een hattrick van Andrej Kramarić. In deze wedstrijd maakte Alexander Bernhardsson het eerste Bundesliga-doelpunt in de clubgeschiedenis. Ook de eerste twee thuisduels in het Holstein-Stadion gingen verloren: VfL Wolfsburg won met 0–2, gevolgd door een zware 1–6 nederlaag tegen Bayern München. In de vierde speelronde werd op bezoek bij VfL Bochum het eerste punt in de Bundesliga behaald dankzij een 2–2 gelijkspel in hetVonovia Ruhrstadion. De week erop volgde een 2–4 thuisnederlaag tegen Eintracht Frankfurt. Een week later wist Kiel verrassend een punt te pakken in de uitwedstrijd tegen regerend kampioen Bayer Leverkusen, die na een 2-0 achterstand eindigde in 2–2. Na nederlagen tegen 1. FC Union Berlin (0-2) en VfB Stuttgart (1-2) boekte Holstein Kiel zijn eerste overwinning in de Bundesliga. In het Holstein-Stadion werd 1. FC Heidenheim begin november met 1–0 verslagen dankzij een kopbaldoelpunt van Patrick Erras. Na de overwinning op 1. FC Heidenheim leed Holstein Kiel vijf opeenvolgende nederlagen. Thuis werd verloren van 1. FSV Mainz 05 (0–3) en RB Leipzig  (0–2). Ook de uitwedstrijden tegen Werder Bremen (2–1), FC St. Pauli  (3–1) en Borussia Mönchengladbach (4–1) gingen verloren. Door deze reeks zakte Holstein Kiel naar de achttiende en laatste plaats op de ranglijst. In de vijftiende speelronde werd echter de tweede overwinning van het seizoen geboekt: een overtuigende 5–1 thuiszege op FC Augsburg. Dankzij deze overwinning eindigde Holstein Kiel de eerste seizoenshelft niet als rode lantaarndrager, maar werd deze "eer" overgenomen door VfL Bochum.

### Tweede seizoenshelft
Na een 1–2 overwinning in een oefenwedstrijd tegen 1. FC Union Berlin in Berlijn en een trainingskamp in de regio, werd de competitie hervat met een uitwedstrijd tegen SC Freiburg, die met 3–2 verloren ging. Vervolgens boekte Holstein Kiel een verrassende 4–2 thuisoverwinning op Borussia Dortmund in het Holstein-Stadion. Het duurde zes wedstrijden voordat Holstein Kiel weer wist te winnen, met een 0–1 zege in de uitwedstrijd tegen Union Berlin. Naast vier nederlagen werden er twee keer 2–2 gelijkgespeeld, tegen VfL Wolfsburg en mededegradatiekandidaat VfL Bochum. Na de overwinning in Berlijn volgde een gelijkspel tegen VfB Stuttgart en twee nederlagen, waardoor Holstein Kiel in de 27e competitieronde weer op de laatste plaats terechtkwam. Met nog zeven wedstrijden te gaan begon Holstein Kiel beter te presteren. Er werd op vreemde bodem met 1–1 gelijkgespeeld tegen FSV Mainz en RB Leipzig, terwijl thuis met 1–2 werd verloren van FC St. Pauli. In de 31e speelronde behaalde de ploeg een belangrijke 4–3 overwinning op Borussia Mönchengladbach, waardoor de laatste plaats werd overgedragen aan VfL Bochum. Een week later volgde een 1–3 zege op FC Augsburg, waardoor Kiel tot op één punt naderde van 1. FC Heidenheim, dat de zestiende positie bezette. Ondanks deze opleving viel het doek alsnog in de voorlaatste speelronde: Kiel verloor thuis met 1–2 van SC Freiburg, terwijl concurrent Heidenheim met 0–3 won bij Union Berlin. Hierdoor werd degradatie een feit en keerde Holstein Kiel na één seizoen terug naar de 2. Bundesliga. Men eindigde uiteindelijk op de 17e plaats.

### DFB-Pokal
In de eerste ronde van de DFB-Pokal werd Holstein Kiel gekoppeld aan het in de 3. Liga uitkomende Alemannia Aachen. In het Tivoli had Kiel een moeizame avond en wist het ternauwernood uitschakeling te voorkomen. Na een vroege voorsprong keek de ploeg lange tijd tegen een 2–1 achterstand aan. Dankzij twee doelpunten van Lasse Rosenboom, waarvan de tweede in blessuretijd viel, wist Kiel uiteindelijk met 2–3 te winnen. In de tweede ronde volgde opnieuw een uitwedstrijd, ditmaal tegen 1. FC Köln uit de 2. Bundesliga. In het RheinEnergieStadion kwam Kiel al in de achtste minuut op achterstand door een kopbal van Tim Lemperle. Ondanks een overwicht in balbezit slaagde de ploeg er niet in om de gelijkmaker te forceren. In de slotfase besliste Luca Waldschmidt het duel door tweemaal te scoren, waarmee Holstein Kiel werd uitgeschakeld in het bekertoernooi.
* De verslagen van de bovengenoemde wedstrijden zijn te raadplegen in de onderstaande wedstrijdoverzichten.

## Clubstatistieken

### Eindstand
| Stand | Gespeeld | Gewonnen | Gelijk | Verloren | Punten | Doelpunten voor | Doelpunten tegen | Gele kaarten | 2× Geel > Rood | Rode kaarten |
| ----- | -------- | -------- | ------ | -------- | ------ | --------------- | ---------------- | ------------ | -------------- | ------------ |
| 17e   | 34       | 6        | 7      | 21       | 25     | 49              | 80               | 73           | 2              | 2            |

### Stand, punten en doelpunten per speelronde
| Speelronde                            | 1   | 2   | 3   | 4   | 5   | 6   | 7   | 8   | 9   | 10  | 11  | 12  | 13  | 14  | 15  | 16  | 17  | 18  | 19  | 20  | 21  | 22  | 23  | 24  | 25  | 26  | 27  | 28  | 29  | 30  | 31  | 32  | 33  | 34  | Totaal |
| ------------------------------------- | --- | --- | --- | --- | --- | --- | --- | --- | --- | --- | --- | --- | --- | --- | --- | --- | --- | --- | --- | --- | --- | --- | --- | --- | --- | --- | --- | --- | --- | --- | --- | --- | --- | --- | ------ |
| Aantal punten per speelronde          | 0   | 0   | 0   | 1   | 0   | 1   | 0   | 0   | 3   | 0   | 0   | 0   | 0   | 0   | 3   | 0   | 3   | 0   | 1   | 0   | 1   | 0   | 0   | 3   | 1   | 0   | 0   | 1   | 0   | 1   | 3   | 3   | 0   | 0   |        |
| Aantal punten na speelronde           | 0   | 0   | 0   | 1   | 1   | 2   | 2   | 2   | 5   | 5   | 5   | 5   | 5   | 5   | 8   | 8   | 11  | 11  | 12  | 12  | 13  | 13  | 13  | 16  | 17  | 17  | 17  | 18  | 18  | 19  | 22  | 25  | 25  | 25  | 25     |
| Stand na speelronde                   | 14e | 16e | 18e | 18e | 18e | 17e | 17e | 17e | 17e | 17e | 17e | 17e | 17e | 17e | 17e | 17e | 17e | 18e | 17e | 17e | 17e | 18e | 18e | 17e | 17e | 18e | 18e | 18e | 18e | 18e | 17e | 17e | 17e | 17e | 17e    |
| Aantal doelpunten per speelronde      | 2   | 0   | 1   | 2   | 2   | 2   | 0   | 1   | 1   | 1   | 0   | 1   | 0   | 1   | 5   | 2   | 4   | 1   | 2   | 3   | 2   | 1   | 0   | 1   | 2   | 1   | 0   | 1   | 1   | 1   | 4   | 3   | 1   | 0   | 49     |
| Aantal tegendoelpunten per speelronde | 3   | 2   | 6   | 2   | 4   | 2   | 2   | 2   | 0   | 2   | 3   | 3   | 2   | 4   | 1   | 3   | 2   | 3   | 2   | 4   | 2   | 3   | 2   | 0   | 2   | 3   | 3   | 1   | 2   | 1   | 3   | 1   | 2   | 3   | 80     |
| Doelsaldo per speelronde              | -1  | -2  | -5  | 0   | -2  | 0   | -2  | -1  | +1  | -1  | -3  | -2  | -2  | -3  | +4  | -1  | +2  | -2  | 0   | -1  | 0   | -2  | -2  | +1  | 0   | -2  | -3  | 0   | -1  | 0   | +1  | +2  | -1  | -3  | -31    |

### Kaarten per speelronde
Met 75 gele kaarten was VfL Wolfsburg de ploeg met de meeste gele kaarten in de Bundesliga. FC Augsburg ontving over het gehele seizoen 74 kaarten en eindigde daarmee als tweede op de ranglijst. Met 73 kaarten nam Holstein Kiel de derde plaats in. Borussia Dortmund ontving met zes rode kaarten de meeste van alle clubs in de competitie. FC Augsburg, RB Leipzig en 1. FSV Mainz 05 volgden met elk vijf rode kaarten. Holstein Kiel, Werder Bremen, VfB Stuttgart en FC St. Pauli deelden de vijfde plaats, met ieder vier rode kaarten.
In onderstaand overzicht staan de gele en rode kaarten van Holstein Kiel per speelronde. Kaarten uitgereikt aan de staf zijn hierin niet meegenomen.
| Speelronde  | 1  | 2 | 3 | 4 | 5 | 6 | 7  | 8  | 9  | 10 | 11 | 12 | 13 | 14 | 15 | 16 | 17 | 18 | 19 | 20 | 21 | 22 | 23 | 24 | 25 | 26 | 27 | 28 | 29 | 30 | 31 | 32 | 33 | 34 |
| ----------- | -- | - | - | - | - | - | -- | -- | -- | -- | -- | -- | -- | -- | -- | -- | -- | -- | -- | -- | -- | -- | -- | -- | -- | -- | -- | -- | -- | -- | -- | -- | -- | -- |
| Gele kaart  | 1  | 4 | 0 | 1 | 1 | 2 | 2  | 4  | 4  | 2  | 1  | 5  | 4  | 1  | 0  | 3  | 2  | 2  | 4  | 1  | 2  | 0  | 4  | 0  | 1  | 3  | 4  | 4  | 3  | 2  | 2  | 2  | 1  | 1  |
| Totaal geel | 1  | 5 | 5 | 6 | 7 | 9 | 11 | 15 | 19 | 21 | 22 | 27 | 31 | 32 | 32 | 35 | 37 | 39 | 43 | 44 | 46 | 46 | 50 | 50 | 51 | 54 | 57 | 61 | 64 | 66 | 69 | 71 | 72 | 73 |
| Rode kaart  | 1* | 0 | 0 | 0 | 0 | 0 | 0  | 1* | 0  | 0  | 0  | 0  | 0  | 0  | 0  | 0  | 1  | 0  | 0  | 0  | 0  | 0  | 0  | 0  | 0  | 0  | 0  | 0  | 0  | 0  | 0  | 0  | 0  | 1  |
| Totaal rood | 1  | 1 | 1 | 1 | 1 | 1 | 1  | 2  | 2  | 2  | 2  | 2  | 2  | 2  | 2  | 2  | 3  | 3  | 3  | 3  | 3  | 3  | 3  | 3  | 3  | 3  | 3  | 3  | 3  | 3  | 3  | 3  | 3  | 4  |

* Betreft 2x geel en wordt in dit schema gezien als een rode kaart.

### Toeschouwersaantallen
Holstein Kiel registreerde in het seizoen een totaal van 253.187 toeschouwers in het Holstein-Stadion en had daarmee het laagste aantal bezoekers van alle clubs in de Bundesliga. Twaalf thuiswedstrijden waren uitverkocht, wat neerkomt op telkens 15.034 toeschouwers. De minst bezochte thuiswedstrijd was die tegen TSG 1899 Hoffenheim, met 13.923 toeschouwers. Aan de top stond Borussia Dortmund, dat met 1.383.205 toeschouwers in het Signal Iduna Park het hoogste totaal noteerde. Bayern München volgde met 1.275.000 bezoekers, terwijl VfB Stuttgart de derde plaats innam met 1.007.500 toeschouwers. Bij de uitwedstrijden van Holstein Kiel werden in totaal 671.549 toeschouwers geregistreerd. De uitwedstrijd tegen Borussia Dortmund in het Signal Iduna Park trok met 81.365 bezoekers het hoogste aantal. De minst bezochte uitwedstrijd vond plaats in de Voith-Arena tegen 1. FC Heidenheim 1846, waar ondanks een uitverkocht stadion 15.000 toeschouwers aanwezig waren.
In onderstaand overzicht staan de toeschouwersaantallen van Holstein Kiel in zowel de thuis- als uitwedstrijden in de competitie. De bekerwedstrijden zijn niet meegenomen.
| Tegenstander        | FC Augsburg | Union Berlin | VfL Bochum | Werder Bremen | Borussia Dortmund | Eintracht Frankfurt | SC Freiburg | Heidenheim | Hoffenheim | RB Leipzig | Bayer Leverkusen | FSV Mainz | Bor. M'gladbach | Bayern München | FC St. Pauli | VfB Stuttgart | VfL Wolfsburg | Totaal  |
| ------------------- | ----------- | ------------ | ---------- | ------------- | ----------------- | ------------------- | ----------- | ---------- | ---------- | ---------- | ---------------- | --------- | --------------- | -------------- | ------------ | ------------- | ------------- | ------- |
| Holstein Kiel thuis | 14.830      | 15.034       | 15.034     | 15.034        | 15.034            | 15.034              | 15.034      | 14.405     | 13.923     | 14.715     | 15.034           | 14.906    | 15.034          | 15.034         | 15.034       | 15.034        | 15.034        | 253.187 |
| Holstein Kiel uit   | 28.660      | 22.012       | 26.000     | 42.100        | 81.365            | 57.700              | 33.700      | 15.000     | 18.503     | 45.940     | 30.210           | 32.500    | 52.210          | 75.000         | 29.546       | 59.000        | 22.103        | 671.549 |

### Strafschoppen
Bayern München kreeg in dit seizoen tien strafschoppen toegekend, het hoogste aantal in de competitie. VfB Stuttgart en Bayer Leverkusen volgden met elk zes toegekende strafschoppen. Holstein Kiel kreeg vijf strafschoppen en deelde daarmee de vijfde plaats met vijf andere clubs. Van deze vijf strafschoppen benutte Holstein Kiel er vier: twee werden gescoord door Shuto Machino (tegen FC Augsburg en Eintracht Frankfurt), een door Steven Skrzybski (tegen VfL Bochum) en een door Fiete Arp (tegen Bayer Leverkusen). Arp miste daarnaast een strafschop tegen FC St. Pauli.
Holstein Kiel kreeg in totaal zeven strafschoppen tegen. Deze werden benut door Jonathan Burkardt (1. FSV Mainz 05), Harry Kane (Bayern München),  Kramarić (TSG 1899 Hoffenheim), Benjamin Šeško en André Silva (RB Leipzig) en Serhou Guirassy (Borussia Dortmud). Hugo Ekitike (Eintracht Frankfurt) miste zijn strafschop.
In onderstaand overzicht staan de statistieken op het gebied van strafschoppen in de competitie. Zowel voor als tegen Holstein Kiel
| Penalty's     | Penalty's gescoord | Penalty's gemist | Penalty's totaal | Gescoord door:                                               | Gemist door: (Gepakt door:) |
| ------------- | ------------------ | ---------------- | ---------------- | ------------------------------------------------------------ | --------------------------- |
| Holstein Kiel | 4                  | 1                | 5                | 2: Machino 1: Arp 1: Skrzybski                               | 1: Arp (Vasilj)             |
| Tegenstander  | 6                  | 1                | 7                | 1: Burkardt 1:Kane 1: Kramarić 1: Šeško 1: Silva 1: Guirassy | 1: Ekitiké (Dähne)          |

## Spelersstatistieken

### Topscorers/Assists
Harry Kane (Bayern München) werd dit seizoen met 26 doelpunten de topscorer van de Bundesliga. Patrik Schick (Bayer Leverkusen) en Serhou Guirassy (Borussia Dortmund) volgden met elk 21 doelpunten en deelden daarmee de tweede plaats. Met 11 doelpunten was Shuto Machino topscorer van Holstein Kiel; hij eindigde in het overall klassement op de gedeelde dertiende plaats, samen met Alassane Pléa (Borussia Mönchengladbach), Andrej Kramarić (TSG 1899 Hoffenheim) en Leroy Sané (Bayern München). Michael Olise (Bayern München) was dit seizoen met 15 assist de speler met de meeste doelpuntenvoorbereidingen in de Bundesliga. Hij werd gevolgd door Florian Wirtz (Bayer Leverkussen) met 12 assists. Pascal Groß en Julian Brandt (beiden Borussia Dortmund) deelden met 10 assists de derde plaats. Bij Holstein Kiel was Steven Skrzybski met drie assists de beste aangever.
In onderstaand overzicht zijn alle spelers van Holstein Kiel weergegeven die gescoord en/of een assist hebben gegeven dit seizoen in zowel de competitie als de beker. De lijst is gerangschikt op het aantal doelpunten gevolgd door het aantal assists.
| #   | Naam                   | Totaal | Doelpunten | Doelpunten | Doelpunten | Assists    | Assists   | Assists |
| #   | Naam                   | Totaal | Bundesliga | DFB-Pokal  | Totaal     | Bundesliga | DFB-Pokal | Totaal  |
| --- | ---------------------- | ------ | ---------- | ---------- | ---------- | ---------- | --------- | ------- |
| 1.  | Shuto Machino          | 14     | 11         | 1          | 12         | 2          | 0         | 2       |
| 2.  | Alexander Bernhardsson | 9      | 7          | 0          | 7          | 2          | 0         | 2       |
| 3.  | Phil Harres            | 9      | 8          | 0          | 8          | 1          | 0         | 1       |
| 4.  | Steven Skrzybski       | 9      | 6          | 0          | 6          | 3          | 0         | 3       |
| 5.  | Armin Gigović          | 7      | 5          | 0          | 5          | 2          | 0         | 2       |
| 6.  | Lasse Rosenboom        | 6      | 2          | 2          | 4          | 2          | 0         | 2       |
| 7.  | Finn Porath            | 4      | 2          | 0          | 2          | 1          | 1         | 2       |
| 8.  | Max Geschwill          | 3      | 1          | 0          | 1          | 2          | 0         | 2       |
| 9.  | Benedikt Pichler       | 3      | 1          | 0          | 1          | 2          | 0         | 2       |
| 10. | Fiete Arp              | 2      | 2          | 0          | 2          | 0          | 0         | 0       |
| 11. | David Zec              | 2      | 2          | 0          | 2          | 0          | 0         | 0       |
| 12. | Andu Kelati            | 2      | 1          | 0          | 1          | 1          | 0         | 1       |
| 13. | Timo Becker            | 2      | 0          | 0          | 0          | 2          | 0         | 2       |
| 14. | Lewis Holtby           | 2      | 0          | 0          | 0          | 2          | 0         | 2       |
| 15. | Dominik Javorček       | 2      | 0          | 0          | 0          | 2          | 0         | 2       |
| 16. | John Tolkin            | 2      | 0          | 0          | 0          | 2          | 0         | 2       |
| 17. | Patrick Erras          | 1      | 1          | 0          | 1          | 0          | 0         | 0       |
| 18. | Magnus Knudsen         | 1      | 0          | 0          | 0          | 1          | 0         | 1       |
| 19. | Nicolai Remberg        | 1      | 0          | 0          | 0          | 1          | 0         | 1       |

### Gele/Rode kaarten
Nicolai Remberg ontving in het competitieseizoen elf gele kaarten en deelde daarmee de eerste plaats in het Bundesliga-klassement met Matúš Bero (VfL Bochum) en Dominik Kohr (1. FSV Mainz 05). Holstein Kiel kreeg vier rode kaarten dit seizoen. Andu Kelati werd in de openingswedstrijd tegen TSG 1899 Hoffenheim met tweemaal geel van het veld gestuurd. Hetzelfde overkwam Fiete Arp in de achtste speelronde in de uitwedstrijd tegen VfB Stuttgart. Lewis Holtby (17e speelronde, thuis tegen Borussia Dortmund) en Carl Johansson (34e speelronde, uit tegen Borussia Dortmund) kregen beiden een directe rode kaart.
In onderstaand overzicht staan alle spelers/trainers van Holstein Kiel die een gele en/of rode kaart hebben ontvangen. Dit in zowel de competitie als de beker. De lijst is gerangschikt op het aantal gele kaarten gevolgd door het aantal rode kaarten.
| #   | Naam                   | Gele kaart | Gele kaart | Gele kaart | Rode kaart | Rode kaart | Rode kaart |
| #   | Naam                   | Bundesliga | DFB-Pokal  | Totaal     | Bundesliga | DFB-Pokal  | Totaal     |
| --- | ---------------------- | ---------- | ---------- | ---------- | ---------- | ---------- | ---------- |
| 1.  | Nicolai Remberg        | 11         | 1          | 12         | 0          | 0          | 0          |
| 2.  | Fiete Arp              | 6          | 1          | 7          | 1          | 0          | 1          |
| 3.  | Magnus Knudsen         | 7          | 0          | 7          | 0          | 0          | 0          |
| 4.  | Armin Gigović          | 5          | 0          | 5          | 0          | 0          | 0          |
| 5.  | Finn Porath            | 3          | 2          | 5          | 0          | 0          | 0          |
| 6.  | David Zec              | 5          | 0          | 5          | 0          | 0          | 0          |
| 7.  | Marko Ivezić           | 5          | 0          | 5          | 0          | 0          | 0          |
| 8.  | Timon Weiner           | 4          | 0          | 4          | 0          | 0          | 0          |
| 9.  | Alexander Bernhardsson | 3          | 0          | 3          | 0          | 0          | 0          |
| 10. | Phil Harres            | 3          | 0          | 3          | 0          | 0          | 0          |
| 11. | Lasse Rosenboom        | 3          | 0          | 3          | 0          | 0          | 0          |
| 12. | Marco Komenda          | 3          | 0          | 3          | 0          | 0          | 0          |
| 13. | Marvin Schulz          | 3          | 0          | 3          | 0          | 0          | 0          |
| 14. | Shuto Machino          | 2          | 0          | 2          | 0          | 0          | 0          |
| 15. | Max Geschwill          | 2          | 0          | 2          | 0          | 0          | 0          |
| 16. | Timo Becker            | 2          | 0          | 2          | 0          | 0          | 0          |
| 17. | Dominik Javorček       | 2          | 0          | 2          | 0          | 0          | 0          |
| 18. | Patrick Erras          | 2          | 0          | 2          | 0          | 0          | 0          |
| 19. | Lewis Holtby           | 1          | 0          | 1          | 1          | 0          | 1          |
| 20. | Benedikt Pichler       | 1          | 0          | 1          | 0          | 0          | 0          |
| 20. | Andu Kelati            | 0          | 0          | 0          | 1          | 0          | 1          |
| 21. | Carl Johansson         | 0          | 0          | 0          | 1          | 0          | 1          |

De stafleden zijn niet opgenomen in het spelersoverzicht, maar verschillende leden van de technische en leidinggevende staf ontvingen wel gele en rode kaarten. Hoofdtrainer Marcel Rapp kreeg een rode kaart tijdens de thuiswedstrijd tegen VfL Wolfsburg en ontving daarnaast twee gele kaarten gedurende het seizoen. Assistent-trainer Dirk Bremser kreeg in totaal drie gele kaarten. Ook assistent-trainer Alexander Hahn en directielid Jan Uphues ontvingen ieder één gele kaart.

### Spelerstatistieken
In het seizoen maakte Holstein Kiel gebruik van 26 spelers. Er werden geen spelers uit de jeugdopleiding of het tweede elftal ingezet. Tijdens de winterse transferperiode werden David Zec, John Tolkin en Ivan Nekić aan de selectie toegevoegd. Met 2.596 speelminuten was Timo Becker dit seizoen de speler met de meeste speeltijd bij Holstein Kiel. Hij speelde 2.466 minuten in de competitie en 150 minuten in het bekertoernooi. In de Bundesliga speelden naast de centrale verdedigers Danilho Doekhi (1. FC Union Berlin) en Patrick Mainka (1. FC Heidenheim 1846)  ook de doelmannen Alexander Nübel (VfB Stuttgart) en Michael Zetterer (Werder Bremen)  alle 3.060 minuten.
In onderstaand overzicht staan alle spelers die één minuut en meer voor Holstein Kiel in actie kwamen. Dit voor zowel de competitie en/of het bekertoernooi.
| #   | Naam                   | Minuten    | Minuten   | Minuten | Wedstrijden | Wedstrijden | Wedstrijden |
| #   | Naam                   | Bundesliga | DFB-Pokal | Totaal  | Basis       | Invaller    | Totaal      |
| --- | ---------------------- | ---------- | --------- | ------- | ----------- | ----------- | ----------- |
| 1.  | Timo Becker            | 2466'      | 150'      | 2596'   | 30          | 2           | 32          |
| 2.  | Nicolai Remberg        | 2412'      | 76'       | 2488'   | 27          | 6           | 33          |
| 3.  | Timon Weiner           | 2250'      | 180'      | 2430'   | 27          | 0           | 27          |
| 4.  | Shuto Machino          | 1959'      | 180'      | 2139'   | 25          | 9           | 34          |
| 5.  | Finn Porath            | 1970'      | 160'      | 2130'   | 22          | 11          | 33          |
| 6.  | Armin Gigović          | 1905'      | 90'       | 1995'   | 24          | 8           | 32          |
| 7.  | Magnus Knudsen         | 1853'      | 44'       | 1995'   | 24          | 8           | 32          |
| 8.  | Marko Ivezić           | 1655'      | 166'      | 1821'   | 20          | 5           | 25          |
| 9.  | Lasse Rosenboom        | 1738'      | 56'       | 1794'   | 21          | 7           | 28          |
| 10. | Phil Harres            | 1544'      | 90'       | 1794'   | 18          | 9           | 27          |
| 11. | David Zec              | 1545'      | 0'        | 1545'   | 18          | 0           | 18          |
| 12. | Steven Skrzybski       | 1325'      | 60'       | 1385'   | 16          | 9           | 25          |
| 13. | Max Geschwill          | 1285'      | 90'       | 1375'   | 14          | 6           | 20          |
| 14. | Alexander Bernhardsson | 1272'      | 90'       | 1362'   | 16          | 4           | 20          |
| 15. | Lewis Holtby           | 1235'      | 90'       | 1325'   | 14          | 12          | 26          |
| 16. | Marco Komenda          | 1311'      | 14'       | 1325'   | 17          | 3           | 20          |
| 17. | Patrick Erras          | 833'       | 135'      | 968'    | 12          | 0           | 12          |
| 18. | Benedikt Pichler       | 778'       | 96'       | 874'    | 8           | 12          | 20          |
| 19. | Thomas Dähne           | 810'       | 0'        | 810'    | 9           | 0           | 9           |
| 20. | Fiete Arp              | 698'       | 55'       | 753'    | 3           | 22          | 25          |
| 21. | John Tolkin            | 739'       | 0'        | 739'    | 9           | 2           | 11          |
| 22. | Carl Johansson         | 568'       | 0'        | 568'    | 7           | 3           | 10          |
| 23. | Dominik Javorček       | 381'       | 0'        | 381'    | 4           | 9           | 13          |
| 24. | Marvin Schulz          | 300'       | 60'       | 360'    | 4           | 9           | 13          |
| 25. | Andu Kelati            | 286'       | 14'       | 300'    | 2           | 7           | 9           |
| 26. | Ivan Nekić             | 72'        | 0'        | 72'     | 1           | 0           | 0           |

### Doelmannen
Holstein Kiel maakte dit seizoen gebruik van twee doelmannen: Timon Weiner (25 wedstrijden, 2 clean sheets) en Thomas Dähne (9 wedstrijden, 0 clean sheets). Péter Gulácsi (RB Leipzig) was de doelman met de meeste clean sheets in de Bundesliga; hij hield in 34 competitiewedstrijden veertien keer zijn doel schoon. Manuel Neuer (Bayern München) volgde met dertien wedstrijden zonder tegendoelpunt. Op de gedeelde derde plaats eindigden twee keepers met elk tien clean sheets.
In onderstaand overzicht staan de statistieken van de drie doelman die door trainer Marcel Rapp zijn ingezet dit seizoen.
| #  | Naam         | 2. Bundesliga | 2. Bundesliga    | 2. Bundesliga   | 2. Bundesliga              | DFB-Bokal   | DFB-Bokal        | DFB-Bokal       | DFB-Bokal                  |
| #  | Naam         | Wedstrijden   | Doelpunten tegen | De nul gehouden | Strafschoppen niet in doel | Wedstrijden | Doelpunten tegen | De nul gehouden | Strafschoppen niet in doel |
| -- | ------------ | ------------- | ---------------- | --------------- | -------------------------- | ----------- | ---------------- | --------------- | -------------------------- |
| 1. | Timon Weiner | 25            | 61               | 2x              | 0/4                        | 2           | 5                | 0×              | 0/0                        |
| 1. | Thomas Dähne | 9             | 19               | 0x              | 1/3                        | 0           | 0                | 0×              | 0/0                        |

### Statistieken aller tijden voor Holstein Kiel
Magnus Knudsen, Andu Kelati, Armin Gigović, Max Geschwill, Dominik Javorček, Phil Harres, David Zec, John Tolkin en Ivan Nekić maakten hun debuut in het eerste elftal van Holstein Kiel en verwierf daarmee een plek in de ranglijst aller tijden van de club.
In deze lijst staat Hans-Peter Ehlers bovenaan, met de meeste gespeelde wedstrijden voor Holstein Kiel. Tussen 1953 en 1966 kwam hij maar liefst 358 keer in actie. Gerd Koll is de clubtopscorer aller tijden, met 128 doelpunten tussen 1958 en 1968.
Onderstaand is een overzicht van alle spelers uit de huidige selectie, inclusief het aantal gespeelde wedstrijden en gemaakte doelpunten tijdens hun verblijf bij Holstein Kiel.
| #   | Naam                   | Wedstrijden | Wedstrijden | Wedstrijden | Wedstrijden | Wedstrijden | Doelpunten | Doelpunten | Doelpunten | Doelpunten | Doelpunten |
| #   | Naam                   | Competitie  | Beker       | Play-offs   | Europa      | Totaal      | Competitie | Beker      | Play-offs  | Europa     | Totaal     |
| --- | ---------------------- | ----------- | ----------- | ----------- | ----------- | ----------- | ---------- | ---------- | ---------- | ---------- | ---------- |
| 1.  | Finn Porath            | 170         | 11          | 2           | 0           | 183         | 13         | 2          | 0          | 0          | 15         |
| 2.  | Steven Skrzybski       | 108         | 5           | 0           | 0           | 113         | 35         | 0          | 0          | 0          | 35         |
| 3.  | Lewis Holtby           | 103         | 4           | 0           | 0           | 107         | 7          | 0          | 0          | 0          | 7          |
| 4.  | Fiete Arp              | 90          | 5           | 0           | 0           | 95          | 10         | 1          | 0          | 0          | 11         |
| 5.  | Timo Becker            | 82          | 4           | 0           | 0           | 86          | 10         | 0          | 0          | 0          | 10         |
| 6.  | Patrick Erras          | 80          | 6           | 0           | 0           | 86          | 3          | 0          | 0          | 0          | 3          |
| 7.  | Benedikt Pichler       | 77          | 6           | 0           | 0           | 83          | 19         | 1          | 0          | 0          | 20         |
| 8.  | Marco Komenda          | 74          | 7           | 2           | 0           | 83          | 19         | 3          | 0          | 0          | 3          |
| 9.  | Marvin Schulz          | 65          | 3           | 0           | 0           | 68          | 1          | 0          | 0          | 0          | 1          |
| 10. | Shuto Machino          | 63          | 4           | 0           | 0           | 67          | 16         | 1          | 0          | 0          | 17         |
| 11. | Nicolai Remberg        | 64          | 3           | 0           | 0           | 67          | 2          | 0          | 0          | 0          | 2          |
| 12. | Thomas Dähne           | 60          | 3           | 0           | 0           | 63          | 0          | 0          | 0          | 0          | 0          |
| 13. | Timon Weiner           | 56          | 4           | 0           | 0           | 60          | 0          | 0          | 0          | 0          | 0          |
| 14. | Marko Ivezić           | 52          | 4           | 0           | 0           | 56          | 0          | 0          | 0          | 0          | 0          |
| 15. | Lasse Rosenboom        | 37          | 2           | 0           | 0           | 39          | 2          | 0          | 0          | 0          | 2          |
| 16. | Alexander Bernhardsson | 32          | 1           | 0           | 0           | 33          | 11         | 0          | 0          | 0          | 11         |
| 17. | Magnus Knudsen         | 31          | 2           | 0           | 0           | 33          | 0          | 0          | 0          | 0          | 0          |
| 18. | Armin Gigović          | 31          | 1           | 0           | 0           | 32          | 5          | 0          | 0          | 0          | 5          |
| 19. | Phil Harres            | 26          | 1           | 0           | 0           | 27          | 8          | 0          | 0          | 0          | 8          |
| 20. | Colin Kleine-Bekel     | 25          | 2           | 0           | 0           | 27          | 0          | 0          | 0          | 0          | 0          |
| 21. | Carl Johansson         | 22          | 1           | 0           | 0           | 23          | 0          | 0          | 0          | 0          | 0          |
| 22. | Max Geschwill          | 19          | 1           | 0           | 0           | 20          | 0          | 0          | 0          | 0          | 0          |
| 22. | David Zec              | 18          | 0           | 0           | 0           | 18          | 0          | 0          | 0          | 0          | 0          |
| 23. | Dominik Javorček       | 13          | 0           | 0           | 0           | 13          | 0          | 0          | 0          | 0          | 0          |
| 24. | John Tolkin            | 11          | 0           | 0           | 0           | 11          | 0          | 0          | 0          | 0          | 0          |
| 25. | Andu Kelati            | 8           | 1           | 0           | 0           | 9           | 1          | 0          | 0          | 0          | 1          |
| 26. | Marcel Engelhardt      | 1           | 0           | 0           | 0           | 1           | 0          | 0          | 0          | 0          | 0          |
| 27. | Ivan Nekić             | 1           | 0           | 0           | 0           | 1           | 0          | 0          | 0          | 0          | 0          |

## Oefenwedstrijden
|                   |                                          |               |                  |                                                                                        |
| 6 juli 2024 15.30 | Holstein Kiel                            | 4 - 1 (2 - 1) | BK Kopenhagen () | Stadion: Sportplatz Nobiskrug, Rendsburg Toeschouwers: 3.430 Scheidsrechter: Jürgensen |
| 6 juli 2024 15.30 | Arp 5' Pichler 11' Harres 50' Kelati 64' | Verslag       | 1' Nnamani       | Stadion: Sportplatz Nobiskrug, Rendsburg Toeschouwers: 3.430 Scheidsrechter: Jürgensen |
| 6 juli 2024 15.30 |                                          |               |                  | Stadion: Sportplatz Nobiskrug, Rendsburg Toeschouwers: 3.430 Scheidsrechter: Jürgensen |
| 6 juli 2024 15.30 |                                          |               |                  | Stadion: Sportplatz Nobiskrug, Rendsburg Toeschouwers: 3.430 Scheidsrechter: Jürgensen |
|                   |                                          |               |                  |                                                                                        |

Bijzonderheden:
- De nieuwe aanwinsten Andu Kelati, Magnus Knudsen en Phil Harres maakten hun officieuze debuut voor Holstein Kiel. Zowel Kelati als Harres luisterden dit op met een doelpunt;
- Wegens zware onweer werd de wedstrijd in de 73e minuut afgebroken.

|                    |               |               |                |                                                              |
| 12 juli 2024 13.00 | Holstein Kiel | 0 - 0 (0 - 0) | SønderjyskE () | Stadion: Citti Fussball Park, Kiel Scheidsrechter: Wienefeld |
| 12 juli 2024 13.00 | Verslag       |               |                | Stadion: Citti Fussball Park, Kiel Scheidsrechter: Wienefeld |
| 12 juli 2024 13.00 |               |               |                | Stadion: Citti Fussball Park, Kiel Scheidsrechter: Wienefeld |
| 12 juli 2024 13.00 |               |               |                | Stadion: Citti Fussball Park, Kiel Scheidsrechter: Wienefeld |
|                    |               |               |                |                                                              |

Bijzonderheden:
- De nieuwe aanwinst Max Geschwill maakte zijn officieuze debuut voor Holstein Kiel;
- Finn Porath maakte na een op 20 april opgelopen blessure zijn comeback.

|                    |                         |               |               |                                                |
| 24 juli 2024 13.00 | 1. FC Kaiserslautern () | 1 - 0 (0 - 0) | Holstein Kiel | Stadion: Sportpark Rote Teufel, Kaiserslautern |
| 24 juli 2024 13.00 | Touré 120'              | Verslag       |               | Stadion: Sportpark Rote Teufel, Kaiserslautern |
| 24 juli 2024 13.00 |                         |               |               | Stadion: Sportpark Rote Teufel, Kaiserslautern |
| 24 juli 2024 13.00 |                         |               |               | Stadion: Sportpark Rote Teufel, Kaiserslautern |
|                    |                         |               |               |                                                |

Bijzonderheden:
- De wedstrijd werd gespeeld over 120 minuten, verdeeld in vier helften van 30 minuten.

|                    |               |               |                             |                                                                                            |
| 29 juli 2024 18.00 | Holstein Kiel | 0 - 1 (0 - 0) | Borussia Mönchengladbach () | Stadion: Stadion am Birkenmoos, Rottach-Egern Toeschouwers: 3.000 Scheidsrechter: Hartmann |
| 29 juli 2024 18.00 |               | Verslag Video | 73' Ranos                   | Stadion: Stadion am Birkenmoos, Rottach-Egern Toeschouwers: 3.000 Scheidsrechter: Hartmann |
| 29 juli 2024 18.00 |               |               |                             | Stadion: Stadion am Birkenmoos, Rottach-Egern Toeschouwers: 3.000 Scheidsrechter: Hartmann |
| 29 juli 2024 18.00 |               |               |                             | Stadion: Stadion am Birkenmoos, Rottach-Egern Toeschouwers: 3.000 Scheidsrechter: Hartmann |
|                    |               |               |                             |                                                                                            |

Bijzonderheden:
- De nieuwe Zweedse aanwinst Armin Gigović maakte zijn officieuze debuut voor Holstein Kiel.

|                       |               |               |                       |                                                     |
| 2 augustus 2024 15.00 | Holstein Kiel | 0 - 2 (0 - 1) | 1. FSV Mainz 05 ()    | Stadion: Silberstadtarena, Schwaz Toeschouwers: 500 |
| 2 augustus 2024 15.00 |               | Verslag       | 7' Burkardt 102' Bell | Stadion: Silberstadtarena, Schwaz Toeschouwers: 500 |
| 2 augustus 2024 15.00 |               |               |                       | Stadion: Silberstadtarena, Schwaz Toeschouwers: 500 |
| 2 augustus 2024 15.00 |               |               |                       | Stadion: Silberstadtarena, Schwaz Toeschouwers: 500 |
|                       |               |               |                       |                                                     |

Bijzonderheden:
- De wedstrijd werd gespeeld over 135 minuten, verdeeld in drie helften van 30 minuten.

|                        |                              |               |                                 |                                                      |
| 10 augustus 2024 16.30 | Holstein Kiel                | 2 - 3 (2 - 2) | AS Saint-Étienne ()             | Stadion: Citti Fussball Park, Kiel Toeschouwers: 700 |
| 10 augustus 2024 16.30 | Machino (pen) 39' Ivezić 97' | Verslag       | 65' Sissoko 69' Old 105' Othman | Stadion: Citti Fussball Park, Kiel Toeschouwers: 700 |
| 10 augustus 2024 16.30 |                              |               |                                 | Stadion: Citti Fussball Park, Kiel Toeschouwers: 700 |
| 10 augustus 2024 16.30 |                              |               |                                 | Stadion: Citti Fussball Park, Kiel Toeschouwers: 700 |
|                        |                              |               |                                 |                                                      |

Bijzonderheden:
- De wedstrijd werd gespeeld over 120 minuten, verdeeld in twee helften van 45 minuten en een van 30 minuten;
- De nieuwe Poolse aanwinst Tymoteusz Puchacz maakte zijn officieuze debuut voor Holstein Kiel.

|                        |                 |                |               |                                            |
| 5 september 2024 13.00 | Hamburger SV () | 0 - 1 (0 - 0)  | Holstein Kiel | Toeschouwers: 0 Scheidsrechter: Piotrowski |
| 5 september 2024 13.00 |                 | Verslag, Video | 57' Harres    | Toeschouwers: 0 Scheidsrechter: Piotrowski |
| 5 september 2024 13.00 |                 |                |               | Toeschouwers: 0 Scheidsrechter: Piotrowski |
| 5 september 2024 13.00 |                 |                |               | Toeschouwers: 0 Scheidsrechter: Piotrowski |
|                        |                 |                |               |                                            |

Bijzonderheden:
- Wedstrijd werd gespeeld tijdens de interlandperiode en vond achter gesloten deuren plaats;
- Phil Harres maakte zijn eerste officieuze doelpunt in dienst van Holstein Kiel.

|                       |                                                                     |                |                 |                                    |
| 10 oktober 2024 13.00 | Holstein Kiel                                                       | 5 - 0 (4 - 0)  | Silkeborg IF () | Stadion: Citti Fussball Park, Kiel |
| 10 oktober 2024 13.00 | Freundlich (e.d.) 5' Pichler 21' Bernhardsson 24' Erras 43' Arp 51' | Verslag, Video |                 | Stadion: Citti Fussball Park, Kiel |
| 10 oktober 2024 13.00 |                                                                     |                |                 | Stadion: Citti Fussball Park, Kiel |
| 10 oktober 2024 13.00 |                                                                     |                |                 | Stadion: Citti Fussball Park, Kiel |
|                       |                                                                     |                |                 |                                    |

Bijzonderheden:
- Alexander Bernhardsson keerde na een maand afwezigheid door blessureleed terug in het veld.

|                      |                       |                |                      |                                                                     |
| 5 januari 2025 13.00 | 1. FC Union Berlin () | 1 - 2 (0 - 1)  | Holstein Kiel        | Stadion: Stadion An der alten Försterei, Berlin Toeschouwers: 9.035 |
| 5 januari 2025 13.00 | 97' Vertessen         | Verslag, Video | 34' Gigović 114' Arp | Stadion: Stadion An der alten Försterei, Berlin Toeschouwers: 9.035 |
| 5 januari 2025 13.00 |                       |                |                      | Stadion: Stadion An der alten Försterei, Berlin Toeschouwers: 9.035 |
| 5 januari 2025 13.00 |                       |                |                      | Stadion: Stadion An der alten Försterei, Berlin Toeschouwers: 9.035 |
|                      |                       |                |                      |                                                                     |

Bijzonderheden:
- De wedstrijd werd gespeeld over 120 minuten, verdeeld in vier helften van 30 minuten;
- Winteraanwinst David Zec maakte zijn officieuze debuut voor Holstein Kiel. Daarnaast maakte ook jeugdspeler Tim Ottilinger zijn eerste speelminuten in het eerste.

|                     |                              |               |                           |                                                      |
| 20 maart 2025 13.00 | Holstein Kiel                | 2 - 2 (0 - 2) | Eintracht Braunschweig () | Stadion: Citti Fussball Park, Kiel Toeschouwers: 540 |
| 20 maart 2025 13.00 | Holtby 72' Pichler (pen) 86' | Verslag       | 12' Rittmüller 35' Gomez  | Stadion: Citti Fussball Park, Kiel Toeschouwers: 540 |
| 20 maart 2025 13.00 |                              |               |                           | Stadion: Citti Fussball Park, Kiel Toeschouwers: 540 |
| 20 maart 2025 13.00 |                              |               |                           | Stadion: Citti Fussball Park, Kiel Toeschouwers: 540 |
|                     |                              |               |                           |                                                      |

## DFB-Bokal

### 1e ronde
|                            |                           |                |                                           |                                                                     |
| za. 17 augustus 2024 18:00 | Alemannia Aachen          | 2 - 3 (1 - 1)  | Holstein Kiel                             | Stadion: Tivoli, Aachen Toeschouwers: 29.555 Scheidsrechter: Bacher |
| za. 17 augustus 2024 18:00 | Hanraths 28' Benschop 60' | Verslag, Video | 16' Machino 82' Rosenboom 90+1' Rosenboom | Stadion: Tivoli, Aachen Toeschouwers: 29.555 Scheidsrechter: Bacher |
| za. 17 augustus 2024 18:00 |                           |                |                                           | Stadion: Tivoli, Aachen Toeschouwers: 29.555 Scheidsrechter: Bacher |
| za. 17 augustus 2024 18:00 |                           |                |                                           | Stadion: Tivoli, Aachen Toeschouwers: 29.555 Scheidsrechter: Bacher |
|                            |                           |                |                                           |                                                                     |

Bijzonderheden:
- Tijdens deze wedstrijd maakten Tymoteusz Puchacz, Magnus Knudsen en Andu Kelati hun officiële debuut voor Holstein Kiel.

### 2e ronde
|                           |                                               |                |               |                                                                                 |
| di. 29 oktober 2024 20:45 | 1. FC Köln                                    | 3 - 0 (1 - 0)  | Holstein Kiel | Stadion: RheinEnergieStadion, Köln Toeschouwers: 48.000 Scheidsrechter: Dankert |
| di. 29 oktober 2024 20:45 | Lemperle 8' Waldschmidt 84' Waldschmidt 90+7' | Verslag, Video |               | Stadion: RheinEnergieStadion, Köln Toeschouwers: 48.000 Scheidsrechter: Dankert |
| di. 29 oktober 2024 20:45 |                                               |                |               | Stadion: RheinEnergieStadion, Köln Toeschouwers: 48.000 Scheidsrechter: Dankert |
| di. 29 oktober 2024 20:45 |                                               |                |               | Stadion: RheinEnergieStadion, Köln Toeschouwers: 48.000 Scheidsrechter: Dankert |
|                           |                                               |                |               |                                                                                 |

## Bundesliga

### Speelronde 1
|                            |                                             |                |                                              |                                                                     |
| za. 24 augustus 2024 15.30 | TSG 1899 Hoffenheim                         | 3 - 2 (2 - 0)  | Holstein Kiel                                | Stadion: PreZero Arena Toeschouwers: 18.503 Scheidsrechter: Stieler |
| za. 24 augustus 2024 15.30 | Kramarić (pen) 6' Kramarić 37' Kramarić 87' | Verslag, Video | 63' Bernhardsson 89' Machino 81'+ 82' Kelati | Stadion: PreZero Arena Toeschouwers: 18.503 Scheidsrechter: Stieler |
| za. 24 augustus 2024 15.30 |                                             |                |                                              | Stadion: PreZero Arena Toeschouwers: 18.503 Scheidsrechter: Stieler |
| za. 24 augustus 2024 15.30 |                                             |                |                                              | Stadion: PreZero Arena Toeschouwers: 18.503 Scheidsrechter: Stieler |
|                            |                                             |                |                                              |                                                                     |

Afwezig:
- Carl Johansson (geblesseerd, rug)

Bijzonderheden:
- Alexander Bernhardsson scoorde het eerste doelpunt voor Holstein Kiel in de Bundesliga;
- Holstein Kiel-trainer Marcel Rapp  was tussen januari 2013 en oktober 2021 in verschillende functies werkzaam bij tegenstander Hoffenheim.

### Speelronde 2
|                            |               |                |                        |                                                                            |
| za. 31 augustus 2024 15.30 | Holstein Kiel | 0 - 2 (0 - 2)  | VfL Wolfsburg          | Stadion: Holstein-Stadion, Kiel Toeschouwers: 15.034 Scheidsrechter: Exner |
| za. 31 augustus 2024 15.30 |               | Verslag, Video | 27' Arnold 30' Bornauw | Stadion: Holstein-Stadion, Kiel Toeschouwers: 15.034 Scheidsrechter: Exner |
| za. 31 augustus 2024 15.30 |               |                |                        | Stadion: Holstein-Stadion, Kiel Toeschouwers: 15.034 Scheidsrechter: Exner |
| za. 31 augustus 2024 15.30 |               |                |                        | Stadion: Holstein-Stadion, Kiel Toeschouwers: 15.034 Scheidsrechter: Exner |
|                            |               |                |                        |                                                                            |

Bijzonderheden:
- Voor het eerst in de geschiedenis van de Bundesliga werd er een wedstrijd gespeeld in de deelstaat Sleeswijk-Holstein;
- Tijdens deze wedstrijd maakten Armin Gigović en Max Geschwill hun officiële debuut voor Holstein Kiel;
- Verdediger Carl Johansson maakte na langdurige rugklachten zijn comeback;
- Trainer Marcel Rapp ontving in de blessuretijd een directe rode kaart. De aanleiding was dat hij het technische gebied van tegenstander betrad en zich verbaal uitliet richting de bank van de tegenpartij
- Holstein Kiel bleef voor het eerst in 26 wedstrijden zonder doelpunt.

### Speelronde 3
|                             |               |                |                                                                          |                                                                              |
| za. 14 september 2024 18.30 | Holstein Kiel | 1 - 6 (0 - 4)  | Bayern München                                                           | Stadion: Holstein-Stadion, Kiel Toeschouwers: 15.034 Scheidsrechter: Reichel |
| za. 14 september 2024 18.30 | Gigović 82'   | Verslag, Video | 1' Musiala 7' Kane 13' Remberg (e.d) 43' Kane 65' Olise 90+1' Kane (pen) | Stadion: Holstein-Stadion, Kiel Toeschouwers: 15.034 Scheidsrechter: Reichel |
| za. 14 september 2024 18.30 |               |                |                                                                          | Stadion: Holstein-Stadion, Kiel Toeschouwers: 15.034 Scheidsrechter: Reichel |
| za. 14 september 2024 18.30 |               |                |                                                                          | Stadion: Holstein-Stadion, Kiel Toeschouwers: 15.034 Scheidsrechter: Reichel |
|                             |               |                |                                                                          |                                                                              |

Afwezig:
- Marcel Rapp (schorsing, rode kaart)

Bijzonderheden:
- Wegens een schorsing van trainer Marcel Rapp droeg assistent-trainer Dirk Bremser de eindverantwoordelijkheid tijdens deze wedstrijd
- Tijdens deze wedstrijd maakte Dominik Javorček zijn officiële debuut voor Holstein Kiel;
- Armin Gigović maakte zijn eerste officiële doelpunt in dienst van van Holstein Kiel;

### Speelronde 4
|                             |                       |                |                         |                                                                                    |
| za. 21 september 2024 15.30 | VfL Bochum            | 2 - 2 (2 - 1)  | Holstein Kiel           | Stadion: Vonovia Ruhrstadion, Bochum Toeschouwers: 26.000 Scheidsrechter: Petersen |
| za. 21 september 2024 15.30 | Bero 22' Daschner 35' | Verslag, Video | 15' Pichler 89' Machino | Stadion: Vonovia Ruhrstadion, Bochum Toeschouwers: 26.000 Scheidsrechter: Petersen |
| za. 21 september 2024 15.30 |                       |                |                         | Stadion: Vonovia Ruhrstadion, Bochum Toeschouwers: 26.000 Scheidsrechter: Petersen |
| za. 21 september 2024 15.30 |                       |                |                         | Stadion: Vonovia Ruhrstadion, Bochum Toeschouwers: 26.000 Scheidsrechter: Petersen |
|                             |                       |                |                         |                                                                                    |

Afwezig:
- Patrick Erras (geblesseerd, hersenschudding)

Bijzonderheden:
- Het gelijkspel leverde Holstein Kiel het allereerste punt op in de geschiedenis van de Bundesliga;
- Trainer Marcel Rapp zat voor de 100ste keer als hoofdverantwoordelijke op de bank tijdens een officiële wedstrijd van Holstein Kiel.

### Speelronde 5
|                             |                               |                |                                                  |                                                                              |
| zo. 29 september 2024 15.30 | Holstein Kiel                 | 2 - 4 (1 - 1)  | Eintracht Frankfurt                              | Stadion: Holstein-Stadion, Kiel Toeschouwers: 15.034 Scheidsrechter: Stieler |
| zo. 29 september 2024 15.30 | Machino 30' (pen) Machino 50' | Verslag, Video | 25' Marmoush 47' Matanović 65' Marmoush 74' Tuta | Stadion: Holstein-Stadion, Kiel Toeschouwers: 15.034 Scheidsrechter: Stieler |
| zo. 29 september 2024 15.30 |                               |                |                                                  | Stadion: Holstein-Stadion, Kiel Toeschouwers: 15.034 Scheidsrechter: Stieler |
| zo. 29 september 2024 15.30 |                               |                |                                                  | Stadion: Holstein-Stadion, Kiel Toeschouwers: 15.034 Scheidsrechter: Stieler |
|                             |                               |                |                                                  |                                                                              |

Afwezig:
- Andu Kelati (geblesseerd, knie)

### Speelronde 6
|                          |                        |                |                               |                                                                             |
| za. 5 oktober 2024 15.30 | Bayer Leverkusen       | 2 - 2 (2 - 1)  | Holstein Kiel                 | Stadion: BayArena, Leverkusen Toeschouwers: 30.210 Scheidsrechter: Hartmann |
| za. 5 oktober 2024 15.30 | Boniface 4' Hofmann 8' | Verslag, Video | 45+5' Geschwill 69' Arp (pen) | Stadion: BayArena, Leverkusen Toeschouwers: 30.210 Scheidsrechter: Hartmann |
| za. 5 oktober 2024 15.30 |                        |                |                               | Stadion: BayArena, Leverkusen Toeschouwers: 30.210 Scheidsrechter: Hartmann |
| za. 5 oktober 2024 15.30 |                        |                |                               | Stadion: BayArena, Leverkusen Toeschouwers: 30.210 Scheidsrechter: Hartmann |
|                          |                        |                |                               |                                                                             |

Afwezig:
- Andu Kelati (geblesseerd, knie) en Carl Johansson (geblesseerd, hersenschudding)

Bijzonderheden:
- Max Geschwill scoorde zijn eerste officiële doelpunt in dienst van Holstein Kiel.

### Speelronde 7
|                           |               |                |                       |                                                                             |
| zo. 20 oktober 2024 15.30 | Holstein Kiel | 0 - 2 (0 - 1)  | 1. FC Union Berlin    | Stadion: Holstein-Stadion, Kiel Toeschouwers: 15.034 Scheidsrechter: Gerach |
| zo. 20 oktober 2024 15.30 |               | Verslag, Video | 18' Kemlein 89' Rothe | Stadion: Holstein-Stadion, Kiel Toeschouwers: 15.034 Scheidsrechter: Gerach |
| zo. 20 oktober 2024 15.30 |               |                |                       | Stadion: Holstein-Stadion, Kiel Toeschouwers: 15.034 Scheidsrechter: Gerach |
| zo. 20 oktober 2024 15.30 |               |                |                       | Stadion: Holstein-Stadion, Kiel Toeschouwers: 15.034 Scheidsrechter: Gerach |
|                           |               |                |                       |                                                                             |

Afwezig:
- Lewis Holtby (geblesseerd, rug), Andu Kelati (geblesseerd, knie) en Carl Johansson (geblesseerd, hersenschudding)

Bijzonderheden:
- Tom Rothe, die het enige doelpunt maakte, speelde in het seizoen 2023/24 op huurbasis voor Holstein Kiel.

### Speelronde 8
|                           |                                      |                |                          |                                                                            |
| za. 26 oktober 2024 15.30 | VfB Stuttgart                        | 2 - 1 (1 - 0)  | Holstein Kiel            | Stadion: MHPArena, Stuttgart Toeschouwers: 59.000 Scheidsrechter: Hartmann |
| za. 26 oktober 2024 15.30 | Undav 19' Touré 61' 63' + 66' Chabot | Verslag, Video | 84' Gigović 81'+ 88' Arp | Stadion: MHPArena, Stuttgart Toeschouwers: 59.000 Scheidsrechter: Hartmann |
| za. 26 oktober 2024 15.30 |                                      |                |                          | Stadion: MHPArena, Stuttgart Toeschouwers: 59.000 Scheidsrechter: Hartmann |
| za. 26 oktober 2024 15.30 |                                      |                |                          | Stadion: MHPArena, Stuttgart Toeschouwers: 59.000 Scheidsrechter: Hartmann |
|                           |                                      |                |                          |                                                                            |

Afwezig:
- Lewis Holtby (geblesseerd, rug), Andu Kelati (geblesseerd, knie), Alexander Bernhardsson (geblesseerd, adductoren) en Carl Johansson (geblesseerd, knie)

Bijzonderheden:
- Tijdens deze wedstrijd maakte Phil Harres zijn officiële debuut voor Holstein Kiel.

### Speelronde 9
|                           |               |                |                       |                                                                                 |
| za. 2 november 2024 15.30 | Holstein Kiel | 1 - 0 (1 - 0)  | 1. FC Heidenheim 1846 | Stadion: Holstein-Stadion, Kiel Toeschouwers: 14.405 Scheidsrechter: Willenborg |
| za. 2 november 2024 15.30 | Erras 28'     | Verslag, Video |                       | Stadion: Holstein-Stadion, Kiel Toeschouwers: 14.405 Scheidsrechter: Willenborg |
| za. 2 november 2024 15.30 |               |                |                       | Stadion: Holstein-Stadion, Kiel Toeschouwers: 14.405 Scheidsrechter: Willenborg |
| za. 2 november 2024 15.30 |               |                |                       | Stadion: Holstein-Stadion, Kiel Toeschouwers: 14.405 Scheidsrechter: Willenborg |
|                           |               |                |                       |                                                                                 |

Afwezig:
- Lewis Holtby (geblesseerd, rug), Andu Kelati (geblesseerd, knie), Alexander Bernhardsson (geblesseerd, adductoren) en Carl Johansson (geblesseerd, knie)

Bijzonderheden:
- De 1–0 zege betekende de allereerste overwinning van Holstein Kiel in de Bundesliga.

### Speelronde 10
|                           |                     |                |               |                                                                           |
| za. 9 november 2024 15.30 | Werder Bremen       | 2 - 1 (1 - 0)  | Holstein Kiel | Stadion: Weserstadion, Bremen Toeschouwers: 42.100 Scheidsrechter: Storks |
| za. 9 november 2024 15.30 | Stage 36' Burke 89' | Verslag, Video | 48' Harres    | Stadion: Weserstadion, Bremen Toeschouwers: 42.100 Scheidsrechter: Storks |
| za. 9 november 2024 15.30 |                     |                |               | Stadion: Weserstadion, Bremen Toeschouwers: 42.100 Scheidsrechter: Storks |
| za. 9 november 2024 15.30 |                     |                |               | Stadion: Weserstadion, Bremen Toeschouwers: 42.100 Scheidsrechter: Storks |
|                           |                     |                |               |                                                                           |

Afwezig:
- Andu Kelati (geblesseerd, knie), Alexander Bernhardsson (geblesseerd, adductoren) en Carl Johansson (geblesseerd, knie)

Bijzonderheden:
- Phil Harres scoorde zijn eerste doelpunt in dienst van Holstein Kiel.

### Speelronde 11
|                            |               |                |                                      |                                                                                |
| zo. 24 november 2024 15.30 | Holstein Kiel | 0 - 3 (0 - 2)  | 1. FSV Mainz 05                      | Stadion: Holstein-Stadion, Kiel Toeschouwers: 14.906 Scheidsrechter: Stegemann |
| zo. 24 november 2024 15.30 |               | Verslag, Video | 11' Amiri 37' Burkardt (pen) 53' Lee | Stadion: Holstein-Stadion, Kiel Toeschouwers: 14.906 Scheidsrechter: Stegemann |
| zo. 24 november 2024 15.30 |               |                |                                      | Stadion: Holstein-Stadion, Kiel Toeschouwers: 14.906 Scheidsrechter: Stegemann |
| zo. 24 november 2024 15.30 |               |                |                                      | Stadion: Holstein-Stadion, Kiel Toeschouwers: 14.906 Scheidsrechter: Stegemann |
|                            |               |                |                                      |                                                                                |

Afwezig:
- Andu Kelati (geblesseerd, knie), Alexander Bernhardsson (geblesseerd, adductoren) en Carl Johansson (geblesseerd, knie) en Magnus Knudsen (schorsing, vijfde gele kaart)

### Speelronde 12
|                            |                                           |                |               |                                                                                  |
| vr. 29 november 2024 20.30 | FC St. Pauli                              | 3 - 1 (1 - 0)  | Holstein Kiel | Stadion: Millerntor-Stadion, Hamburg Toeschouwers: 29.546 Scheidsrechter: Zwayer |
| vr. 29 november 2024 20.30 | Saliakas 25' Guilavogui 56' Eggestein 85' | Verslag, Video | 90+1' Harres  | Stadion: Millerntor-Stadion, Hamburg Toeschouwers: 29.546 Scheidsrechter: Zwayer |
| vr. 29 november 2024 20.30 |                                           |                |               | Stadion: Millerntor-Stadion, Hamburg Toeschouwers: 29.546 Scheidsrechter: Zwayer |
| vr. 29 november 2024 20.30 |                                           |                |               | Stadion: Millerntor-Stadion, Hamburg Toeschouwers: 29.546 Scheidsrechter: Zwayer |
|                            |                                           |                |               |                                                                                  |

Afwezig:
- Andu Kelati (geblesseerd, knie), Steven Skrzybski (ziek) en Alexander Bernhardsson (geblesseerd, adductoren)

Bijzonderheden:
- In de 45e minuut miste Fiete Arp bij een 1-0 stand een strafschop.

### Speelronde 13
|                           |               |                |                           |                                                                                 |
| za. 7 december 2024 15.30 | Holstein Kiel | 0 - 2 (0 - 1)  | RB Leipzig                | Stadion: Holstein-Stadion, Kiel Toeschouwers: 14.715 Scheidsrechter: Badstübner |
| za. 7 december 2024 15.30 |               | Verslag, Video | 27' Šeško 69' Silva (pen) | Stadion: Holstein-Stadion, Kiel Toeschouwers: 14.715 Scheidsrechter: Badstübner |
| za. 7 december 2024 15.30 |               |                |                           | Stadion: Holstein-Stadion, Kiel Toeschouwers: 14.715 Scheidsrechter: Badstübner |
| za. 7 december 2024 15.30 |               |                |                           | Stadion: Holstein-Stadion, Kiel Toeschouwers: 14.715 Scheidsrechter: Badstübner |
|                           |               |                |                           |                                                                                 |

Afwezig:
- Timo Becker (geblesseerd, gebroken teen) en Patrick Erras (geblesseerd, hersenschudding)

Bijzonderheden:
- Timon Weiner droeg in deze wedstrijd voor het eerst de aanvoerdersband bij Holstein Kiel;
- Alexander Bernhardsson maakte na meer dan een maand afwezigheid zijn comeback;

### Speelronde 14
|                            |                                           |                |               |                                                                                       |
| za. 14 december 2024 15.30 | Borussia Mönchengladbach                  | 4 - 1 (3 - 1)  | Holstein Kiel | Stadion: Borussia-Park, Mönchengladbach Toeschouwers: 52.210 Scheidsrechter: Schlager |
| za. 14 december 2024 15.30 | Kleindienst 1' Hack 26' Pléa 43' Pléa 79' | Verslag, Video | 30' Gigović   | Stadion: Borussia-Park, Mönchengladbach Toeschouwers: 52.210 Scheidsrechter: Schlager |
| za. 14 december 2024 15.30 |                                           |                |               | Stadion: Borussia-Park, Mönchengladbach Toeschouwers: 52.210 Scheidsrechter: Schlager |
| za. 14 december 2024 15.30 |                                           |                |               | Stadion: Borussia-Park, Mönchengladbach Toeschouwers: 52.210 Scheidsrechter: Schlager |
|                            |                                           |                |               |                                                                                       |

Afwezig:
- Timo Becker (geblesseerd, gebroken teen) en Patrick Erras (geblesseerd, hersenschudding)

### Speelronde 15
|                            |                                                               |                |                   |                                                                           |
| za. 21 december 2024 15.30 | Holstein Kiel                                                 | 5 - 1 (4 - 1)  | FC Augsburg       | Stadion: Holstein-Stadion, Kiel Toeschouwers: 14.830 Scheidsrechter: Welz |
| za. 21 december 2024 15.30 | Rosenboom 12' Harres 32' Harres 35' Machino 39' Machino 90+1' | Verslag, Video | 5' Claude-Maurice | Stadion: Holstein-Stadion, Kiel Toeschouwers: 14.830 Scheidsrechter: Welz |
| za. 21 december 2024 15.30 |                                                               |                |                   | Stadion: Holstein-Stadion, Kiel Toeschouwers: 14.830 Scheidsrechter: Welz |
| za. 21 december 2024 15.30 |                                                               |                |                   | Stadion: Holstein-Stadion, Kiel Toeschouwers: 14.830 Scheidsrechter: Welz |
|                            |                                                               |                |                   |                                                                           |

Afwezig:
- Timo Becker (geblesseerd, gebroken teen), Patrick Erras (geblesseerd, hersenschudding), Marvin Schulz (geblesseerd, adductoren) en Steven Skrzybski (geblesseerd, achillespees)

### Speelronde 16
|                           |                                         |                |                       |                                                                                    |
| za. 11 januari 2025 15.30 | SC Freiburg                             | 3 - 2 (2 - 0)  | Holstein Kiel         | Stadion: Europa-Park Stadion, Freiburg Toeschouwers: 33.700 Scheidsrechter: Storks |
| za. 11 januari 2025 15.30 | Remberg (e.d.) 23' Günter 38' Grifo 74' | Verslag, Video | 85' Harres 90' Harres | Stadion: Europa-Park Stadion, Freiburg Toeschouwers: 33.700 Scheidsrechter: Storks |
| za. 11 januari 2025 15.30 |                                         |                |                       | Stadion: Europa-Park Stadion, Freiburg Toeschouwers: 33.700 Scheidsrechter: Storks |
| za. 11 januari 2025 15.30 |                                         |                |                       | Stadion: Europa-Park Stadion, Freiburg Toeschouwers: 33.700 Scheidsrechter: Storks |
|                           |                                         |                |                       |                                                                                    |

Afwezig:
- Patrick Erras (geblesseerd, hersenschudding), Marvin Schulz (geblesseerd, adductoren) en Steven Skrzybski (geblesseerd, achillespees)

Bijzonderheden:
- Winteraanwinst David Zec maakte zijn officiële debuut voor Holstein Kiel.

### Speelronde 17
|                           |                                                                |                |                       |                                                                               |
| di. 14 januari 2025 18.30 | Holstein Kiel                                                  | 4 - 2 (3 - 0)  | Borussia Dortmund     | Stadion: Holstein-Stadion, Kiel Toeschouwers: 15.034 Scheidsrechter: Petersen |
| di. 14 januari 2025 18.30 | Machino 27' Harres 32' Bernhardsson 45+4' Arp 90+8' 86' Holtby | Verslag, Video | 71' Reyna 77' Gittens | Stadion: Holstein-Stadion, Kiel Toeschouwers: 15.034 Scheidsrechter: Petersen |
| di. 14 januari 2025 18.30 |                                                                |                |                       | Stadion: Holstein-Stadion, Kiel Toeschouwers: 15.034 Scheidsrechter: Petersen |
| di. 14 januari 2025 18.30 |                                                                |                |                       | Stadion: Holstein-Stadion, Kiel Toeschouwers: 15.034 Scheidsrechter: Petersen |
|                           |                                                                |                |                       |                                                                               |

Afwezig:
- Patrick Erras (geblesseerd, hersenschudding), Marvin Schulz (geblesseerd, adductoren) en Steven Skrzybski (geblesseerd, achillespees)

### Speelronde 18
|                           |               |                |                                      |                                                                            |
| za. 18 januari 2025 15.30 | Holstein Kiel | 1 - 3 (0 - 2)  | TSG 1899 Hoffenheim                  | Stadion: Holstein-Stadion, Kiel Toeschouwers: 13.923 Scheidsrechter: Brych |
| za. 18 januari 2025 15.30 | Kelati 84'    | Verslag, Video | 26' Hložek 45+1' Kramarić 56' Hložek | Stadion: Holstein-Stadion, Kiel Toeschouwers: 13.923 Scheidsrechter: Brych |
| za. 18 januari 2025 15.30 |               |                |                                      | Stadion: Holstein-Stadion, Kiel Toeschouwers: 13.923 Scheidsrechter: Brych |
| za. 18 januari 2025 15.30 |               |                |                                      | Stadion: Holstein-Stadion, Kiel Toeschouwers: 13.923 Scheidsrechter: Brych |
|                           |               |                |                                      |                                                                            |

Afwezig:
- Patrick Erras (geblesseerd, hersenschudding), Marvin Schulz (geblesseerd, adductoren), Marco Komenda (ziek), Timo Becker (geblesseerd, rug), Steven Skrzybski (geblesseerd, achillespees) en Lewis Holtby (schorsing, rode kaart)

Bijzonderheden:
- Andu Kelati scoorde zijn eerste officiële doelpunt voor Holstein Kiel in een wedstrijd tegen zijn voormalige club;
- In de 70e minuut viel scheidsrechter Brych geblesseerd uit en werd vervangen door vierde official Sven Jablonski.

### Speelronde 19
|                           |                     |                |                       |                                                                                    |
| vr. 24 januari 2025 20.30 | VfL Wolfsburg       | 2 - 2 (0 - 1)  | Holstein Kiel         | Stadion: Volkswagen Arena, Freiburg Toeschouwers: 22.103 Scheidsrechter: Jablonski |
| vr. 24 januari 2025 20.30 | Wimmer 50' Wind 53' | Verslag, Video | 13' Zec 80' Skrzybski | Stadion: Volkswagen Arena, Freiburg Toeschouwers: 22.103 Scheidsrechter: Jablonski |
| vr. 24 januari 2025 20.30 |                     |                |                       | Stadion: Volkswagen Arena, Freiburg Toeschouwers: 22.103 Scheidsrechter: Jablonski |
| vr. 24 januari 2025 20.30 |                     |                |                       | Stadion: Volkswagen Arena, Freiburg Toeschouwers: 22.103 Scheidsrechter: Jablonski |
|                           |                     |                |                       |                                                                                    |

Afwezig:
- Patrick Erras (geblesseerd, hersenschudding), Marvin Schulz (geblesseerd, adductoren) en Alexander Bernhardsson (geblesseerd, gescheurde knieband) en Lewis Holtby (schorsing, rode kaart)

Bijzonderheden:
- Winteraanwinst John Tolkin maakte zijn officiële debuut voor Holstein Kiel;
- David Zec maakte zijn eerste officiële doelpunt in dienst van Holstein Kiel;
- Steven Skrzybski speelde zijn honderdste officiële wedstrijd voor Holstein Kiel.

### Speelronde 20
|                           |                                            |                |                                            |                                                                            |
| za. 1 februari 2025 15.30 | Bayern München                             | 4 - 3 (2 - 0)  | Holstein Kiel                              | Stadion: Allianz Arena, München Toeschouwers: 75.000 Scheidsrechter: Exner |
| za. 1 februari 2025 15.30 | Musiala 19' Kane 45+2' Kane 46' Gnabry 54' | Verslag, Video | 62' Porath 90+1' Skrzybski 90+3' Skrzybski | Stadion: Allianz Arena, München Toeschouwers: 75.000 Scheidsrechter: Exner |
| za. 1 februari 2025 15.30 |                                            |                |                                            | Stadion: Allianz Arena, München Toeschouwers: 75.000 Scheidsrechter: Exner |
| za. 1 februari 2025 15.30 |                                            |                |                                            | Stadion: Allianz Arena, München Toeschouwers: 75.000 Scheidsrechter: Exner |
|                           |                                            |                |                                            |                                                                            |

Afwezig:
- Patrick Erras (geblesseerd, hersenschudding), Marvin Schulz (geblesseerd, adductoren), Alexander Bernhardsson (geblesseerd, gescheurde knieband) en Nicolai Remberg (schorsing, vijfde gele kaart)

### Speelronde 21
|                           |                            |                |                     |                                                                             |
| zo. 9 februari 2025 15.30 | Holstein Kiel              | 2 - 2 (1 - 2)  | VfL Bochum          | Stadion: Holstein-Stadion, Kiel Toeschouwers: 15.034 Scheidsrechter: Zwayer |
| zo. 9 februari 2025 15.30 | Skrzybski (pen) 3' Zec 50' | Verslag, Video | 37' Boadu 39' Boadu | Stadion: Holstein-Stadion, Kiel Toeschouwers: 15.034 Scheidsrechter: Zwayer |
| zo. 9 februari 2025 15.30 |                            |                |                     | Stadion: Holstein-Stadion, Kiel Toeschouwers: 15.034 Scheidsrechter: Zwayer |
| zo. 9 februari 2025 15.30 |                            |                |                     | Stadion: Holstein-Stadion, Kiel Toeschouwers: 15.034 Scheidsrechter: Zwayer |
|                           |                            |                |                     |                                                                             |

Afwezig:
- Patrick Erras (geblesseerd, hersenschudding), Marvin Schulz (geblesseerd, adductoren) en Alexander Bernhardsson (geblesseerd, gescheurde knieband)

Bijzonderheden:
- Marco Komenda en Steven Skrzybski vielen in de eerste helft geblesseerd uit.

### Speelronde 22
|                            |                               |                |               |                                                                                      |
| zo. 16 februari 2025 17.30 | Eintracht Frankfurt           | 3 - 1 (2 - 0)  | Holstein Kiel | Stadion: Deutsche Bank Park, Frankfurt Toeschouwers: 57.700 Scheidsrechter: Hartmann |
| zo. 16 februari 2025 17.30 | Larsson 18' Tuta 37' Uzun 60' | Verslag, Video | 73' Porath    | Stadion: Deutsche Bank Park, Frankfurt Toeschouwers: 57.700 Scheidsrechter: Hartmann |
| zo. 16 februari 2025 17.30 |                               |                |               | Stadion: Deutsche Bank Park, Frankfurt Toeschouwers: 57.700 Scheidsrechter: Hartmann |
| zo. 16 februari 2025 17.30 |                               |                |               | Stadion: Deutsche Bank Park, Frankfurt Toeschouwers: 57.700 Scheidsrechter: Hartmann |
|                            |                               |                |               |                                                                                      |

Afwezig:
- Patrick Erras (geblesseerd, hersenschudding),  Timon Weiner (ziek) en Alexander Bernhardsson (geblesseerd, gescheurde knieband)

Bijzonderheden:
- Winteraankoop Ivan Nekić maakte zijn officiële debuut;
- Vlak voor rust stopte tweede doelman Thomas Dähne een strafschop van Hugo Ekitiké.

### Speelronde 23
|                            |               |                |                     |                                                                               |
| za. 22 februari 2025 15.30 | Holstein Kiel | 0 - 2 (0 - 2)  | Bayer 04 Leverkusen | Stadion: Holstein-Stadion, Kiel Toeschouwers: 15.034 Scheidsrechter: Schlager |
| za. 22 februari 2025 15.30 |               | Verslag, Video | 9' Schick 45' Adli  | Stadion: Holstein-Stadion, Kiel Toeschouwers: 15.034 Scheidsrechter: Schlager |
| za. 22 februari 2025 15.30 |               |                |                     | Stadion: Holstein-Stadion, Kiel Toeschouwers: 15.034 Scheidsrechter: Schlager |
| za. 22 februari 2025 15.30 |               |                |                     | Stadion: Holstein-Stadion, Kiel Toeschouwers: 15.034 Scheidsrechter: Schlager |
|                            |               |                |                     |                                                                               |

Afwezig:
- Patrick Erras (geblesseerd, hersenschudding), Ivan Nekić (geblesseerd, spier) en Alexander Bernhardsson (geblesseerd, gescheurde knieband)

Bijzonderheden:
- Eerste doelman Timon Weiner keerde na zijn ziekte weer terug onder de lat;
- Lewis Holtby speelde zijn 100ste officiële wedstrijd voor Holstein Kiel.

### Speelronde 24
|                        |                    |                |               |                                                                                              |
| zo. 2 maart 2025 15.30 | 1. FC Union Berlin | 0 - 1 (0 - 1)  | Holstein Kiel | Stadion: Stadion An der alten Försterei, Berlin Toeschouwers: 22.012 Scheidsrechter: Reichel |
| zo. 2 maart 2025 15.30 |                    | Verslag, Video | 42' Gigović   | Stadion: Stadion An der alten Försterei, Berlin Toeschouwers: 22.012 Scheidsrechter: Reichel |
| zo. 2 maart 2025 15.30 |                    |                |               | Stadion: Stadion An der alten Försterei, Berlin Toeschouwers: 22.012 Scheidsrechter: Reichel |
| zo. 2 maart 2025 15.30 |                    |                |               | Stadion: Stadion An der alten Försterei, Berlin Toeschouwers: 22.012 Scheidsrechter: Reichel |
|                        |                    |                |               |                                                                                              |

Afwezig:
- Patrick Erras (geblesseerd, hersenschudding), Ivan Nekić (geblesseerd, spier) en Alexander Bernhardsson (geblesseerd, gescheurde knieband)

Bijzonderheden:
- Dit was de eerste uitoverwinning van Holstein Kiel in de Bundesliga.

### Speelronde 25
|                        |                             |                |                                         |                                                                              |
| za. 8 maart 2025 15.30 | Holstein Kiel               | 2 - 2 (1 - 1)  | VfB Stuttgart                           | Stadion: Holstein-Stadion, Kiel Toeschouwers: 15.034 Scheidsrechter: Dankert |
| za. 8 maart 2025 15.30 | Skrzybski 30' Skrzybski 46' | Verslag, Video | 15' Leweling 55' Demirović 52' Stergiou | Stadion: Holstein-Stadion, Kiel Toeschouwers: 15.034 Scheidsrechter: Dankert |
| za. 8 maart 2025 15.30 |                             |                |                                         | Stadion: Holstein-Stadion, Kiel Toeschouwers: 15.034 Scheidsrechter: Dankert |
| za. 8 maart 2025 15.30 |                             |                |                                         | Stadion: Holstein-Stadion, Kiel Toeschouwers: 15.034 Scheidsrechter: Dankert |
|                        |                             |                |                                         |                                                                              |

Afwezig:
- Patrick Erras (geblesseerd, hersenschudding), Max Geschwill (ziekte) en Ivan Nekić (geblesseerd, spier)

Bijzonderheden:
- Het tweede doelpunt van Steven Skrzybski was het snelste doelpunt ooit direct na rust sinds de oprichting van de Bundesliga. Hij scoorde negen seconden na de aftrap van de tweede helft, een prestatie die hij deelt met Hiroshi Kiyotake, die in 2014 namens 1. FC Nürnberg even snel scoorde tegen Eintracht Braunschweig;
- Alexander Bernhardsson maakte zijn rentree voor Holstein Kiel, zes weken nadat hij eind januari een knieblessure opliep.

### Speelronde 26
|                         |                                           |                |               |                                                                              |
| zo. 16 maart 2025 15.30 | 1. FC Heidenheim 1846                     | 3 - 1 (1 - 0)  | Holstein Kiel | Stadion: Voith-Arena, Heidenheim Toeschouwers: 15.000 Scheidsrechter: Osmers |
| zo. 16 maart 2025 15.30 | Pieringer 33' Zivzivadze 47' Conteh 90+3' | Verslag, Video | 87' Harres    | Stadion: Voith-Arena, Heidenheim Toeschouwers: 15.000 Scheidsrechter: Osmers |
| zo. 16 maart 2025 15.30 |                                           |                |               | Stadion: Voith-Arena, Heidenheim Toeschouwers: 15.000 Scheidsrechter: Osmers |
| zo. 16 maart 2025 15.30 |                                           |                |               | Stadion: Voith-Arena, Heidenheim Toeschouwers: 15.000 Scheidsrechter: Osmers |
|                         |                                           |                |               |                                                                              |

Afwezig:
- Patrick Erras (geblesseerd, hersenschudding), Max Geschwill (geblesseerd, spier) en Ivan Nekić (geblesseerd, spier)

### Speelronde 27
|                         |               |                |                                 |                                                                                |
| za. 29 maart 2025 15.30 | Holstein Kiel | 0 - 3 (0 - 1)  | Werder Bremen                   | Stadion: Holstein-Stadion, Kiel Toeschouwers: 15.034 Scheidsrechter: Stegemann |
| za. 29 maart 2025 15.30 |               | Verslag, Video | 25' Ducksch 59' Agu 90+3' Grüll | Stadion: Holstein-Stadion, Kiel Toeschouwers: 15.034 Scheidsrechter: Stegemann |
| za. 29 maart 2025 15.30 |               |                |                                 | Stadion: Holstein-Stadion, Kiel Toeschouwers: 15.034 Scheidsrechter: Stegemann |
| za. 29 maart 2025 15.30 |               |                |                                 | Stadion: Holstein-Stadion, Kiel Toeschouwers: 15.034 Scheidsrechter: Stegemann |
|                         |               |                |                                 |                                                                                |

Afwezig:
- Patrick Erras (geblesseerd, hersenschudding), Max Geschwill (geblesseerd, spier) en Ivan Nekić (geblesseerd, spier)

Bijzonderheden:
- Naar aanleiding van de tegenvallende resultaten wijzigde trainer Marcel Rapp zijn basisopstelling: doelman Timon Weiner werd vervangen door Thomas Dähne, terwijl aanvoerder Timo Becker plaatsnam op de bank. Zijn positie in de verdediging werd overgenomen door Marko Ivezić;
- In de 35e minuut voerde Marcel Rapp drie wissels door, een unicum in de geschiedenis van de Bundesliga. Niet eerder werden in een competitiewedstrijd al vóór rust drie spelers gelijktijdig gewisseld;
- Assistent trainers Dirk Bremser en Jan Uphues kregen beide in de 37e minuut een gele kaart wegens protesteren.

### Speelronde 28
|                        |                 |                |                  |                                                                            |
| za. 5 april 2025 15.30 | 1. FSV Mainz 05 | 1 - 1 (0 - 1)  | Holstein Kiel    | Stadion: Mewa Arena, Mainz Toeschouwers: 32.500 Scheidsrechter: Willenborg |
| za. 5 april 2025 15.30 | Weiper 75'      | Verslag, Video | 34' Bernhardsson | Stadion: Mewa Arena, Mainz Toeschouwers: 32.500 Scheidsrechter: Willenborg |
| za. 5 april 2025 15.30 |                 |                |                  | Stadion: Mewa Arena, Mainz Toeschouwers: 32.500 Scheidsrechter: Willenborg |
| za. 5 april 2025 15.30 |                 |                |                  | Stadion: Mewa Arena, Mainz Toeschouwers: 32.500 Scheidsrechter: Willenborg |
|                        |                 |                |                  |                                                                            |

Afwezig:
- Patrick Erras (geblesseerd, hersenschudding), Timon Weiner (geblesseerd, onderarm)  en Ivan Nekić (geblesseerd, spier)

### Speelronde 29
|                         |                  |                |                                   |                                                                            |
| za. 12 april 2025 15.30 | Holstein Kiel    | 1 - 2 (1 - 1)  | FC St. Pauli                      | Stadion: Holstein-Stadion, Kiel Toeschouwers: 15.034 Scheidsrechter: Brand |
| za. 12 april 2025 15.30 | Bernhardsson 21' | Verslag, Video | 25' Sinani 90+2' Geschwill (e.d.) | Stadion: Holstein-Stadion, Kiel Toeschouwers: 15.034 Scheidsrechter: Brand |
| za. 12 april 2025 15.30 |                  |                |                                   | Stadion: Holstein-Stadion, Kiel Toeschouwers: 15.034 Scheidsrechter: Brand |
| za. 12 april 2025 15.30 |                  |                |                                   | Stadion: Holstein-Stadion, Kiel Toeschouwers: 15.034 Scheidsrechter: Brand |
|                         |                  |                |                                   |                                                                            |

Afwezig:
- Patrick Erras (geblesseerd, hersenschudding), Ivan Nekić (geblesseerd, spier) en David Zec (schorsing, vijfde gele kaart)

### Speelronde 30
|                         |                 |                |               |                                                                             |
| za. 19 april 2025 15.30 | RB Leipzig      | 1 - 1 (0 - 1)  | Holstein Kiel | Stadion: Red Bull Arena, Leipzig Toeschouwers: 45.940 Scheidsrechter: Brych |
| za. 19 april 2025 15.30 | Šeško (pen) 74' | Verslag, Video | 44' Machino   | Stadion: Red Bull Arena, Leipzig Toeschouwers: 45.940 Scheidsrechter: Brych |
| za. 19 april 2025 15.30 |                 |                |               | Stadion: Red Bull Arena, Leipzig Toeschouwers: 45.940 Scheidsrechter: Brych |
| za. 19 april 2025 15.30 |                 |                |               | Stadion: Red Bull Arena, Leipzig Toeschouwers: 45.940 Scheidsrechter: Brych |
|                         |                 |                |               |                                                                             |

Afwezig:
- Patrick Erras (geblesseerd, hersenschudding), Marco Komenda (geblesseerd, dijbeen) en Ivan Nekić (geblesseerd, spier)

Bijzonderheden:
- De wedstrijd lag minutenlang stil na een zware botsing tussen David Zec en RB Leipzig-doelman Péter Gulácsii, waarbij beide spelers bewusteloos op het veld bleven liggen. Na medische behandeling verlieten ze geblesseerd het veld.

### Speelronde 31
|                         |                                                        |                |                          |                                                                               |
| za. 26 april 2025 15.30 | Holstein Kiel                                          | 4 - 3 (2 - 0)  | Borussia Mönchengladbach | Stadion: Holstein-Stadion, Kiel Toeschouwers: 15.034 Scheidsrechter: Hartmann |
| za. 26 april 2025 15.30 | Machino 15' Bernhardsson 23' Gigović 76' Machino 90+1' | Verslag, Video | 60' Cvancara 69' Pléa    | Stadion: Holstein-Stadion, Kiel Toeschouwers: 15.034 Scheidsrechter: Hartmann |
| za. 26 april 2025 15.30 |                                                        |                |                          | Stadion: Holstein-Stadion, Kiel Toeschouwers: 15.034 Scheidsrechter: Hartmann |
| za. 26 april 2025 15.30 |                                                        |                |                          | Stadion: Holstein-Stadion, Kiel Toeschouwers: 15.034 Scheidsrechter: Hartmann |
|                         |                                                        |                |                          |                                                                               |

Afwezig:
- Patrick Erras (geblesseerd, hersenschudding), Marco Komenda (geblesseerd, dijbeen) en Ivan Nekić (geblesseerd, spier)

### Speelronde 32
|                      |             |                |                                                     |                                                                          |
| zo. 4 mei 2025 15.30 | FC Augsburg | 1 - 3 (0 - 2)  | Holstein Kiel                                       | Stadion: WWK ARENA, Augsburg Toeschouwers: 28.660 Scheidsrechter: Osmers |
| zo. 4 mei 2025 15.30 | Mounié 90'  | Verslag, Video | 25' Machino (pen) 40' Bernhardsson 51' Bernhardsson | Stadion: WWK ARENA, Augsburg Toeschouwers: 28.660 Scheidsrechter: Osmers |
| zo. 4 mei 2025 15.30 |             |                |                                                     | Stadion: WWK ARENA, Augsburg Toeschouwers: 28.660 Scheidsrechter: Osmers |
| zo. 4 mei 2025 15.30 |             |                |                                                     | Stadion: WWK ARENA, Augsburg Toeschouwers: 28.660 Scheidsrechter: Osmers |
|                      |             |                |                                                     |                                                                          |

Afwezig:
- Patrick Erras (geblesseerd, hersenschudding), Marco Komenda (geblesseerd, dijbeen), Ivan Nekić (spier) en Marko Ivezić (schorsing vijfde gele kaart)

Bijzonderheden:
- Carl Johansson droeg in deze wedstrijd voor het eerst de aanvoerdersband bij Holstein Kiel.

### Speelronde 33
|                       |               |                |                        |                                                                               |
| za. 10 mei 2025 15.30 | Holstein Kiel | 4 - 3 (2 - 0)  | SC Freiburg            | Stadion: Holstein-Stadion, Kiel Toeschouwers: 15.034 Scheidsrechter: Schröder |
| za. 10 mei 2025 15.30 | Rosenboom 24' | Verslag, Video | 60' Manzambi 69' Höler | Stadion: Holstein-Stadion, Kiel Toeschouwers: 15.034 Scheidsrechter: Schröder |
| za. 10 mei 2025 15.30 |               |                |                        | Stadion: Holstein-Stadion, Kiel Toeschouwers: 15.034 Scheidsrechter: Schröder |
| za. 10 mei 2025 15.30 |               |                |                        | Stadion: Holstein-Stadion, Kiel Toeschouwers: 15.034 Scheidsrechter: Schröder |
|                       |               |                |                        |                                                                               |

Afwezig:
- Patrick Erras (geblesseerd, hersenschudding), Marco Komenda (geblesseerd, dijbeen), Ivan Nekić (spier) en Nicolai Remberg (schorsing, tiende gele kaart)

Bijzonderheden:
- Door de nederlaag werd de achterstand op nummer zestien, 1. FC Heidenheim, onoverbrugbaar, waardoor Holstein Kiel degradeerde naar de 2. Bundesliga.

### Speelronde 34
|                       |                                           |                |               |                                                                                  |
| za. 17 mei 2025 15.30 | Borussia Dortmund                         | 3 - 0 (1 - 0)  | Holstein Kiel | Stadion: Signal Iduna Park, Dortmund Toeschouwers: 81.365 Scheidsrechter: Osmers |
| za. 17 mei 2025 15.30 | Guirassy (pen) 3' Sabitzer 47' Nmecha 47' | Verslag, Video | 9' Johansson  | Stadion: Signal Iduna Park, Dortmund Toeschouwers: 81.365 Scheidsrechter: Osmers |
| za. 17 mei 2025 15.30 |                                           |                |               | Stadion: Signal Iduna Park, Dortmund Toeschouwers: 81.365 Scheidsrechter: Osmers |
| za. 17 mei 2025 15.30 |                                           |                |               | Stadion: Signal Iduna Park, Dortmund Toeschouwers: 81.365 Scheidsrechter: Osmers |
|                       |                                           |                |               |                                                                                  |

Afwezig:
- Patrick Erras (geblesseerd, hersenschudding), Marco Komenda (geblesseerd, dijbeen) en Ivan Nekić (spier)

Bijzonderheden:
- Carl Johansson droeg in deze wedstrijd voor het eerst de aanvoerdersband bij Holstein Kiel.